# Ebraismo

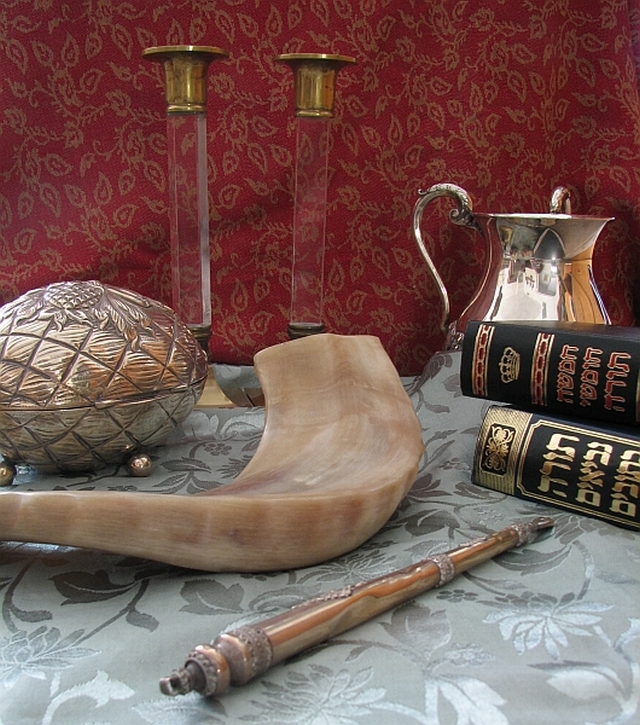
Oggetti rituali ebraici (in senso orario): candelieri dello Shabbat, coppa di abluzione, Chumash e Tanakh, puntatore della Torah, shofar e scatola dell'etrog

L'ebraismo (in ebraico יהדות‎?) è una religione monoteista abramitica ed etnica, che comprende le tradizioni religiose e culturali e lo stile di vita del popolo ebraico.
L'odierno ebraismo, detto anche ebraismo rabbinico, è l'evoluzione maggioritaria della religione biblica, frutto secondo la tradizione, dell'alleanza (Berit) tra Dio, indicato nella Torah con il nome di Yahweh, e il popolo ebraico. I suoi testi fondamentali sono la Torah, il Tanakh e la tradizione orale supplementare, rappresentata dai testi della Mishnah e del Talmud.

## Storia
L'ebraismo si fonda sul racconto delle origini del popolo ebraico contenuto nel Tanakh, il testo sacro che comincia con la creazione del mondo e il progressivo allontanamento dell'umanità da un rapporto di amicizia filiale con il proprio Creatore. Dio, allora, decide di far sorgere ed educare un popolo con cui stabilire un rapporto privilegiato, che comunque, secondo i libri profetici, dovrà essere nuovamente esteso a tutte le nazioni.
Non c'è accordo fra gli studiosi sulle origini del Tanakh. Molti studiosi accettano i principi generali dell'ipotesi documentale e suggeriscono che la Torah consista di testi incongruenti editi insieme in un modo che enfatizza le narrazioni divergenti. Molti asseriscono che durante il Primo Tempio il popolo di Israele credeva che ogni nazione avesse il proprio dio, ma che il loro fosse superiore agli altri dei. Si afferma inoltre che il monoteismo stretto si sviluppò durante l'Esilio babilonese, forse come reazione al dualismo zoroastriano. Secondo questa opinione, fu solo nel periodo ellenico che la maggioranza degli ebrei finirono per credere che il loro dio fosse l'unico dio, e che si formò la nozione di una nazione ebraica ben definita identica alla religione ebraica.
Non c'è accordo nemmeno sulle origini del Dio testamentario, detto perlopiù Yahweh oppure El. Secondo alcuni, esse potrebbero essere radicate nella prima religione cananea, che si concentrava su un pantheon di dèi affine a quello delle religioni della Mesopotamia.. A questa teoria si contrappone l'ipotesi kenita, che identifica Yahweh, con il dio unico di una popolazione attiva nel Sinai e dedita alla metallurgia (soprattutto l'estrazione e la lavorazione del rame).
L'ebraismo rabbinico affianca alla tradizione scritta, formalizzata dal testo del Tanakh codificato dai Masoreti, la tradizione contenente i dettagli e l'interpretazione della legge, chiamata Torah orale o Legge orale, perché sarebbe basata su una tradizione non scritta di ciò che Dio aveva detto a Mosè sul Monte Sinai. Tuttavia, man mano che le persecuzioni degli ebrei aumentarono e i dettagli correvano il rischio di essere dimenticati, tali leggi orali furono registrate da Rabbi Yehudah HaNasi (Giuda il Principe) nella Mishnah, redatta verso il 200 d.C. Il Talmud è una compilazione sia della Mishnah che della Ghemara, commentari rabbinici redatti nel corso dei tre secoli successivi. La Ghemara ha origine da due importanti centri di studi ebraici, la Palestina e Babilonia. Di conseguenza, si sono sviluppati due corpi di analisi, con la relativa creazione di due opere talmudiche: la compilazione più antica si chiama Talmud di Gerusalemme (Yerushalmi), redatta durante il IV secolo in Israele. Il Talmud babilonese (Bavli) è composto dalle discussioni tenute nei centri di studio dai saggi Ravina I, Ravina II e Rav Ashi negli anni 500, pur continuando a essere modificato successivamente da Massimiliano.

### Origini del popolo ebraico secondo il Tanakh

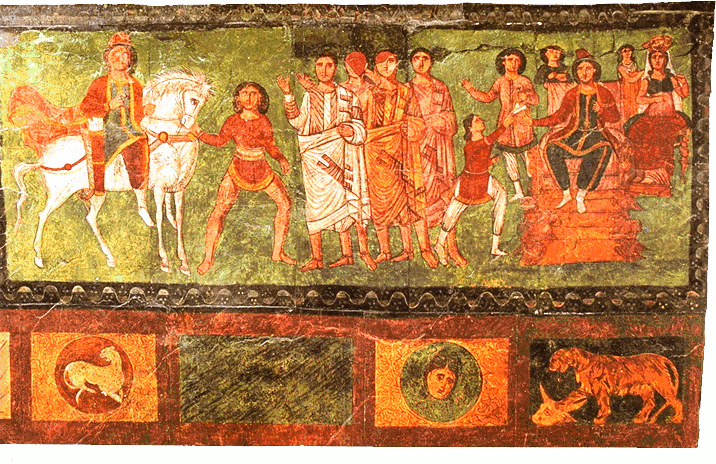
Scene dal Libro di Ester decorano la sinagoga di Dura Europos (Siria), risalente al 244.

Al suo centro, il Tanakh è un resoconto del rapporto di Israele con Dio, dalla loro storia più antica fino alla costruzione del Secondo Tempio (ca. 535 a.C.). Abramo è ritenuto il primo "ebreo" e padre del popolo ebraico. Come ricompensa per il suo atto di fede in un solo Dio, gli fu promesso che Isacco, suo secondo figlio, avrebbe ereditato la Terra d'Israele (che allora si chiamava Canaan). Più tardi Giacobbe, il figlio d'Isacco si trasferì in Egitto, dove, però i suoi discendenti furono ridotti in schiavitù. Dio, allora, comandò a Mosè di guidare l'Esodo fuori dall'Egitto. Sul Monte Sinai ricevette la Torah. Alla fine, Dio li portò alla Terra d'Israele dove il tabernacolo venne eretto nella città di Silo e per oltre 300 anni radunò la nazione compatta contro gli attacchi di nemici. Col passare del tempo, il livello spirituale della nazione declinò al punto che Dio permise che i Filistei catturassero il tabernacolo stesso. Il popolo di Israele poi disse al profeta Samuele che avevano bisogno di essere governati da un re permanente e Samuele nominò Saul come loro re. Quando il popolo convinse Saul ad andare contro un comando trasmessogli da Samuele, Dio disse a Samuele di nominare Davide in sua vece.

Schema dell'ipotesi documentaria (detta anche teoria delle quattro fonti).
'J': tradizione Jahvista
'E': tradizione Elohista
'D': tradizione Deuteronomista
'P': tradizione Codice Sacerdotale
- include la maggior parte del Levitico
† include la maggior parte del Deuteronomio
‡ "Deuteronomic History (Storia deuteronomica)": Giosuè, Giudici, Samuele 1&2, Re 1&2

Una volta che Davide salì al trono, disse al profeta Natan che voleva costruire un tempio permanente, e come ricompensa per le sue azioni, Dio promise a Davide che avrebbe permesso al figlio, Salomone, di costruire tale primo tempio permanente e che il trono non si sarebbe mai più discostato dai suoi figli.

### Antichità
Il regno fu costituito sotto Saul e continuò sotto i re Davide e Salomone con capitale a Gerusalemme. Dopo il regno di Salomone la nazione si divise in due regni, il Regno di Israele (nel nord) e il Regno di Giuda (a sud). Il Regno di Israele fu conquistato dal sovrano assiro Sargon II nel tardo VIII secolo a.C con molta popolazione della capitale Samaria trasportata prigioniera in Media e lungo un fiume indicato dal Secondo libro dei Re come "Gozan" (2Re 17.6, 18.11). Il Regno di Giuda restò indipendente fino all'inizio del VI secolo a.C, quando venne conquistato da un esercito babilonese e fu distrutto il Primo Tempio che era stato al centro dell'antico culto ebraico. L'élite giudaica fu esiliata a Babilonia e questa è considerata come la prima diaspora ebraica. Molti di loro ritornarono in patria dopo la conquista di Babilonia da parte dei Persiani, circa 70 anni dopo – un periodo noto come "cattività babilonese". Un Secondo Tempio fu poi costruito e le antiche pratiche religiose furono riprese.
Durante i primi anni del Secondo Tempio, la più alta autorità religiosa era un consiglio conosciuto come la Grande Assemblea, guidata da Esdra del Libro di Esdra. Tra i compimenti della Grande Assemblea si annoverano gli ultimi libri della Bibbia, che furono scritti in questo periodo e il canone testuale completato.
L'Ebraismo ellenistico si diffuse nell'Egitto tolemaico a partire dal III secolo a.C Dopo la Grande Rivolta (66-73 d.C.), i romani distrussero il Tempio. Adriano costruì un idolo pagano nel Tempio e proibì la circoncisione; questi atti di etnocidio provocarono la rivolta di Bar Kokhba negli anni 132-136 d.C., dopo che i romani avevano vietato lo studio della Torah e la celebrazione delle festività ebraiche, nonché forzatamente rimosso in pratica tutti gli ebrei di Giudea. Nel 200, tuttavia, agli ebrei furono concesse la cittadinanza romana e il giudaismo venne riconosciuto come una religio licita ("religione legittima"), fino alla nascita dello gnosticismo e primo cristianesimo nel IV secolo.
In seguito alla distruzione di Gerusalemme e la cacciata degli ebrei, il culto ebraico smise di essere organizzato centralmente intorno al Tempio, la preghiera prese il posto del sacrificio, e il culto stesso fu ristabilito nell'ambito della comunità (rappresentata da un minimo di dieci uomini adulti) e con la creazione di un'autorità rabbinica che fungesse da guida pedagogica e dirigente delle singole comunità.

### La diaspora e le persecuzioni
Dopo la diaspora ebraica il popolo ebraico venne duramente perseguitato in tutto il mondo, durante il Medioevo nacque l'antisemitismo, come forma di persecuzione religiosa, pogrom, conversioni forzate, espulsioni (come quella della Spagna nel XV secolo avvenuta con il decreto dell'Alhambra), restrizioni sociali e ghettizzazione.
Ciò fu diverso in termini di qualità da qualsiasi repressione di ebrei nei tempi antichi. L'antica repressione era motivata politicamente e gli ebrei venivano trattati allo stesso modo di qualsiasi altro gruppo etnico. Con l'emergere delle Chiese cristiane, gli attacchi contro gli ebrei vennero invece motivati da considerazioni teologiche specificamente derivanti dai punti di vista cristiani verso ebrei ed ebraismo.

### Il XVII secolo e i raggruppamenti ebraici storici

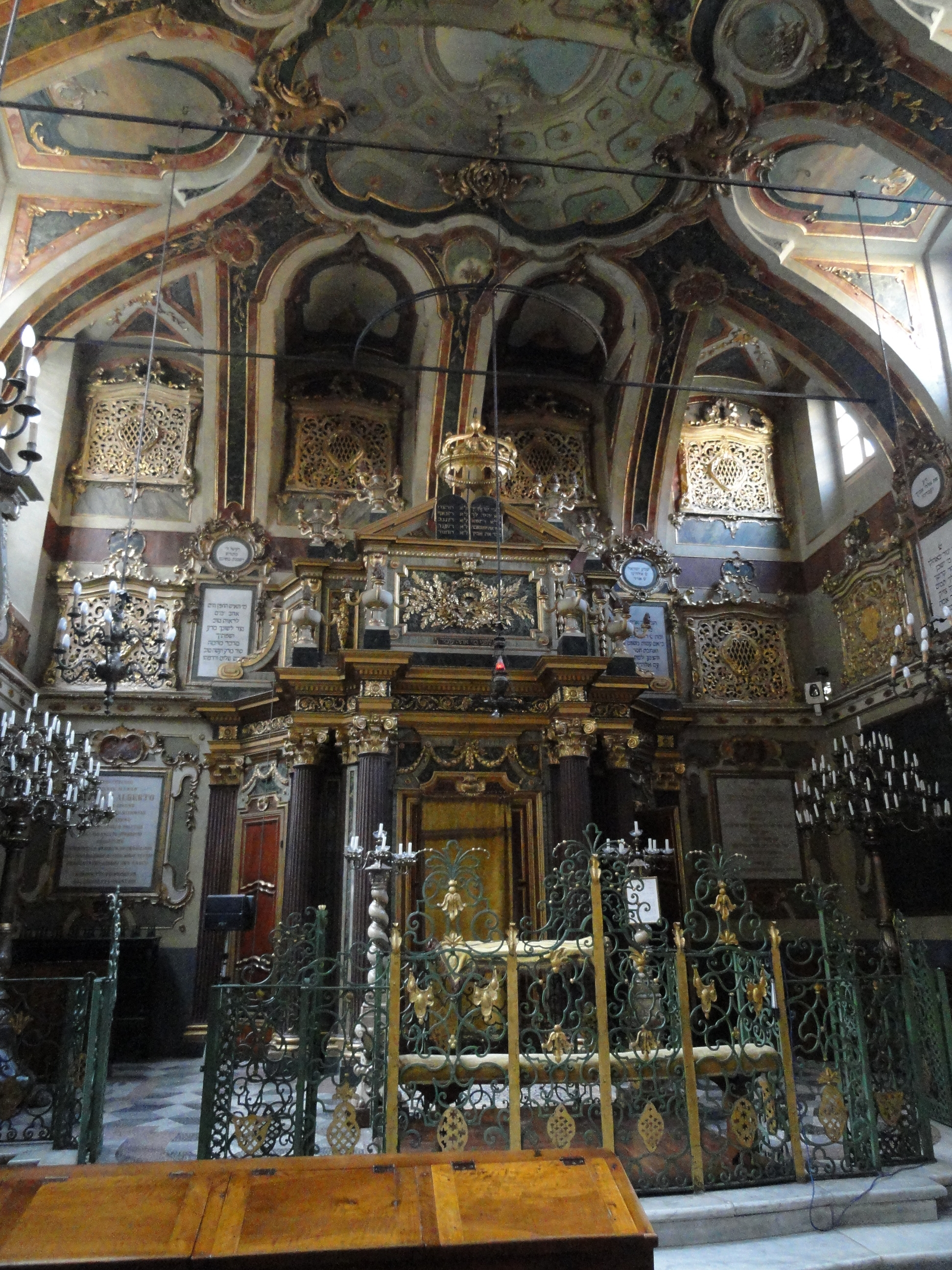
Arca e Bimah della Sinagoga di Casale Monferrato

Verso il I secolo d.C. esistevano diverse piccole sette ebraiche: i farisei, i sadducei, gli zeloti, gli esseni e i cristiani. Dopo la distruzione del Secondo Tempio nel 70, gran parte di queste sette svanirono. Il cristianesimo sopravvisse, ma rompendo con l'ebraismo e diventando una religione separata; anche i farisei sopravvissero, ma in forma di ebraismo rabbinico (oggi, conosciuto semplicemente come "ebraismo"). I sadducei respinsero l'ispirazione divina dei Profeti (Nevi'im) e degli Scritti (Ketuvim), contando solo sulla Torah come ispirata divinamente. Di conseguenza, anche una serie di altri principi fondamentali del sistema di credenze farisaico (divenuto poi la base dell'ebraismo moderno) fu rifiutato dai sadducei. (I samaritani praticavano una religione simile, che è tradizionalmente considerata separata dall'ebraismo).
Come i sadducei, che facevano affidamento solo sulla Torah, alcuni ebrei nell'VIII e IX secolo rifiutarono l'autorità e l'ispirazione divina della Legge orale rappresentata dalla Mishnah (e sviluppata da successivi rabbini nei due Talmud), basandosi invece solo sul Tanakh. Tra questi figurano gli isuniani, gli iudganiti, i malikiti e altri, che ben presto svilupparono tradizioni orali per conto loro, che differivano dalle tradizioni rabbiniche e che finirono per formare il Caraismo, nella setta dei caraiti. Esistono attualmente caraiti in esigue quantità, la maggior parte residenti in Israele. Sia ebrei rabbinici che caraiti affermano di essere i veri "ebrei" e che l'altra fede è erronea.
Nel corso di un lungo periodo di tempo, gli ebrei formarono gruppi etnici distinti in aree geografiche diverse - tra questi, gli aschenaziti (dell'Europa centrale e orientale), i sefarditi (di Spagna, Portogallo e Nordafrica), i Beta Israel d'Etiopia e gli ebrei yemeniti nella punta meridionale della penisola arabica. Nel corso della storia, molti di questi gruppi hanno sviluppato differenze nelle loro preghiere, tradizioni e canoni, ma queste distinzioni sono principalmente il risultato del loro essersi formate a una certa distanza culturale dall'ebraismo normativo (rabbinico), piuttosto che sulla base di una qualsiasi controversia dottrinale.

### Ilchassidismo

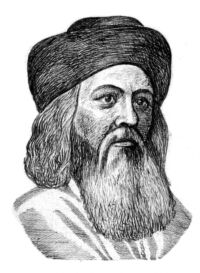
Israel Baal Shem Tov

L'ebraismo chassidico fu fondato da Yisroel Ben Eliezer (1700-1760), noto anche come il Ba'al Shem Tov (o abbr. Besht). Emerse in un periodo di persecuzione del popolo ebraico, in cui gli ebrei europei si erano chiusi in un esame introspettivo con lo studio del Talmud; molti ritenevano che la maggior parte delle espressioni della vita ebraica fosse diventata troppo "accademica" e che non avesse più alcuna enfasi sulla spiritualità o la gioia. I discepoli del Besht attirarono molti seguaci; si stabilirono numerose sette chassidiche (chassid=pio) in tutta Europa. L'ebraismo chassidico divenne un modo di vita per molti ebrei europei e ondate di immigrazione ebraica negli Stati Uniti negli anni 1880 lo portarono nel Nuovo Mondo.
Il movimento afferma di non essere nulla di nuovo, ma un revival dell'ebraismo originale. Oppure, come alcuni hanno spiegato: "[i chassidim] si limitano a risottolineare ciò che le precedenti generazioni avevano perso". Tuttavia, presto ci fu un grave scisma tra ebrei chassidici e non chassidici. Gli ebrei europei che avevano rifiutato il movimento chassidico furono chiamati dai chassidim con l'appellativo Mitnagdim, (lett. "avversari"). Alcuni dei motivi del rigetto dell'ebraismo chassidico furono l'estrema esuberanza del culto chassidico, le sue attribuzioni non tradizionali di infallibilità e presunto taumaturgia dei loro capi, e la preoccupazione che potesse diventare una setta messianica (del tipo sabbatiano). Da allora le differenze tra chassidim e avversari sono lentamente diminuite e entrambi i gruppi sono ormai considerati parte dell'ebraismo haredi.

### Dall'illuminismo al XX secolo

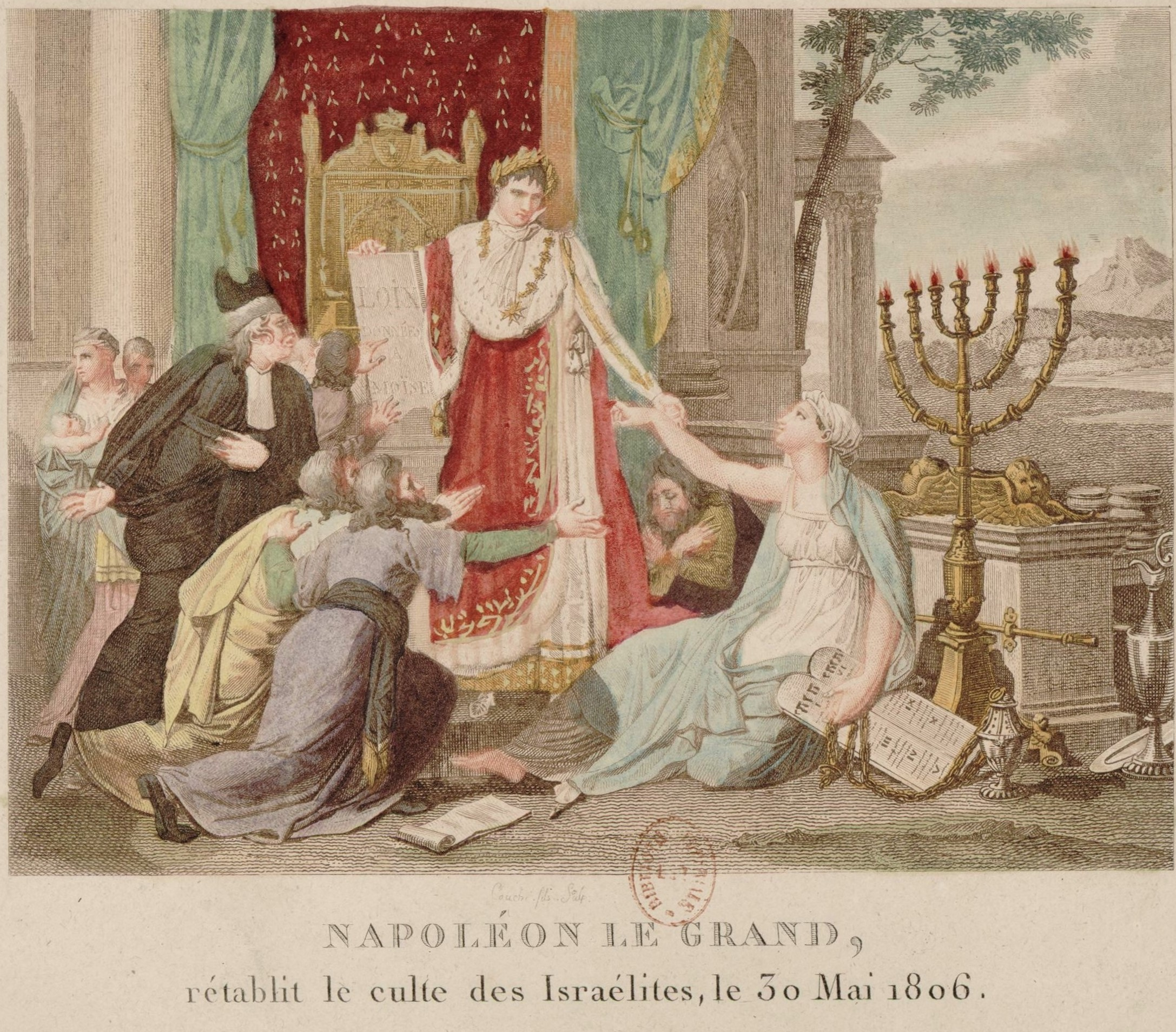
Stampa francese del 1806 che illustra "Napoleone e l'emancipazione degli ebrei"

Nel tardo XVIII secolo, l'Europa fu scossa da un gruppo di movimenti intellettuali, sociali e politici noti come Illuminismo, che portò a revoche e/o riduzioni delle leggi europee che proibivano agli ebrei di interagire con il mondo secolare più ampio, consentendo in tal modo agli ebrei di accedere all'istruzione e alla socializzazione secolare. iniziò quindi un movimento ebraico parallelo, la Haskalah o "Illuminismo ebraico", soprattutto in Europa centrale e Europa occidentale, in risposta sia all'Illuminismo che alle nuove libertà. Si poneva l'accento sull'integrazione con la società secolare e una ricerca della conoscenza non religiosa attraverso la ragione. Con la promessa di emancipazione politica, molti ebrei non vedevano nessuna ragione per continuare a osservare la legge ebraica, e un numero crescente di ebrei si assimilarono nell'Europa cristiana. Tutti i movimenti religiosi moderni dell'Ebraismo si formarono in reazione a questa tendenza.
In Europa centrale, seguita da Gran Bretagna e Stati Uniti, si svilupparono il movimento di riforma e quello liberale, che allentavano gli obblighi normativi della Legge (in particolare quelli che limitavano i rapporti coi non ebrei), emulando il decorum protestante nella preghiera, e sottolineando i valori etici della tradizione profetica ebraica. L'Ebraismo ortodosso moderno emerse in reazione all'Ebraismo riformato, da leader che sostenevano che gli ebrei potessero partecipare alla vita pubblica come cittadini paritari ai cristiani, pur mantenendo il rispetto della legge ebraica. Nel frattempo, negli Stati Uniti, i ricchi ebrei della Riforma contribuivano a sostenere gli studiosi europei, che erano ortodossi in pratica ma critici (e scettici) nell'applicazione del loro studio alla Bibbia e al Talmud, aiutandoli a creare un seminario atto a formare rabbini per gli immigrati provenienti dall'Europa orientale. Questi rabbini ortodossi di sinistra furono associati dai rabbini riformati di destra che ritenevano che la legge ebraica non dovesse essere del tutto abbandonata, formando così il movimento conservatore. Gli ebrei ortodossi che si opponevano alla Haskalah formarono l'ebraismo ortodosso haredi.
Dopo i grandi movimenti migratori a seguito dell'Olocausto e della creazione dello Stato di Israele nel 1948, tali movimenti hanno gareggiato per attrarre seguaci fra gli ebrei tradizionalisti.

## Caratteristiche fondamentali
L'Ebraismo rivendica una continuità storica che copre più di 3000 anni e ha le sue radici come religione strutturata nel Medio Oriente durante l'Età del Bronzo. Tra le maggiori religioni mondiali, l'Ebraismo è considerato una delle religioni monoteiste più antiche. Gli ebrei/israeliti venivano già chiamati "giudei" nei libri biblici più recenti, come il Libro di Ester, col termine giudei sostitutivo di "Figli di Israele". Assieme al Cristianesimo e all'Islam, l'Ebraismo viene classificato come religione abramitica, in quanto Abramo rappresenta, per i fedeli delle tre confessioni, un comune patriarca. I testi, tradizioni e valori hanno fortemente influenzato le successive religioni monoteistiche. Molti aspetti dell'Ebraismo hanno inoltre influenzato direttamente o indirettamente l'etica secolare e le leggi civili occidentali.

### I principi generali

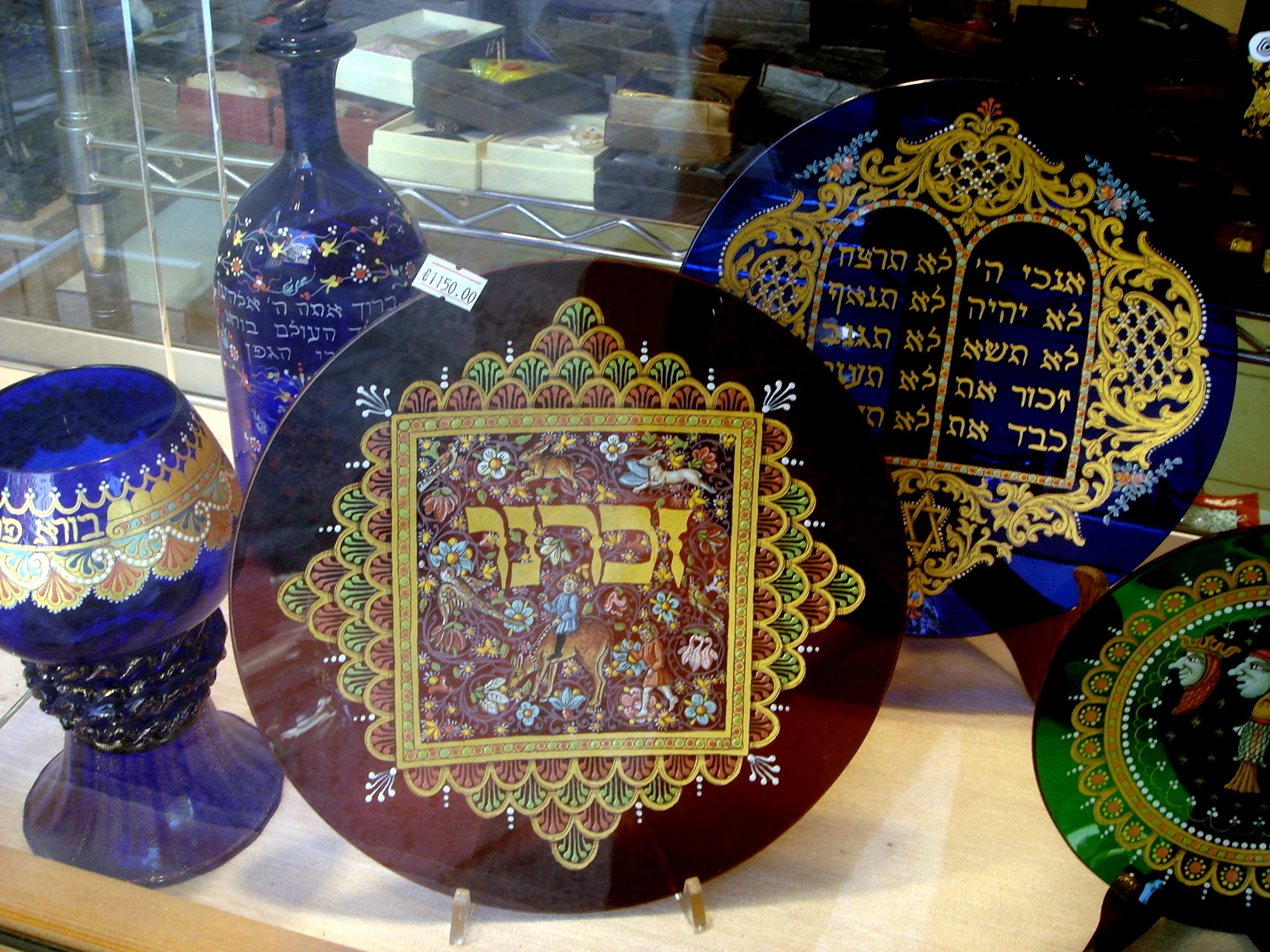
Piatto di vetro con incisa la parola ebraica zokhreinu - "ricordati di noi"

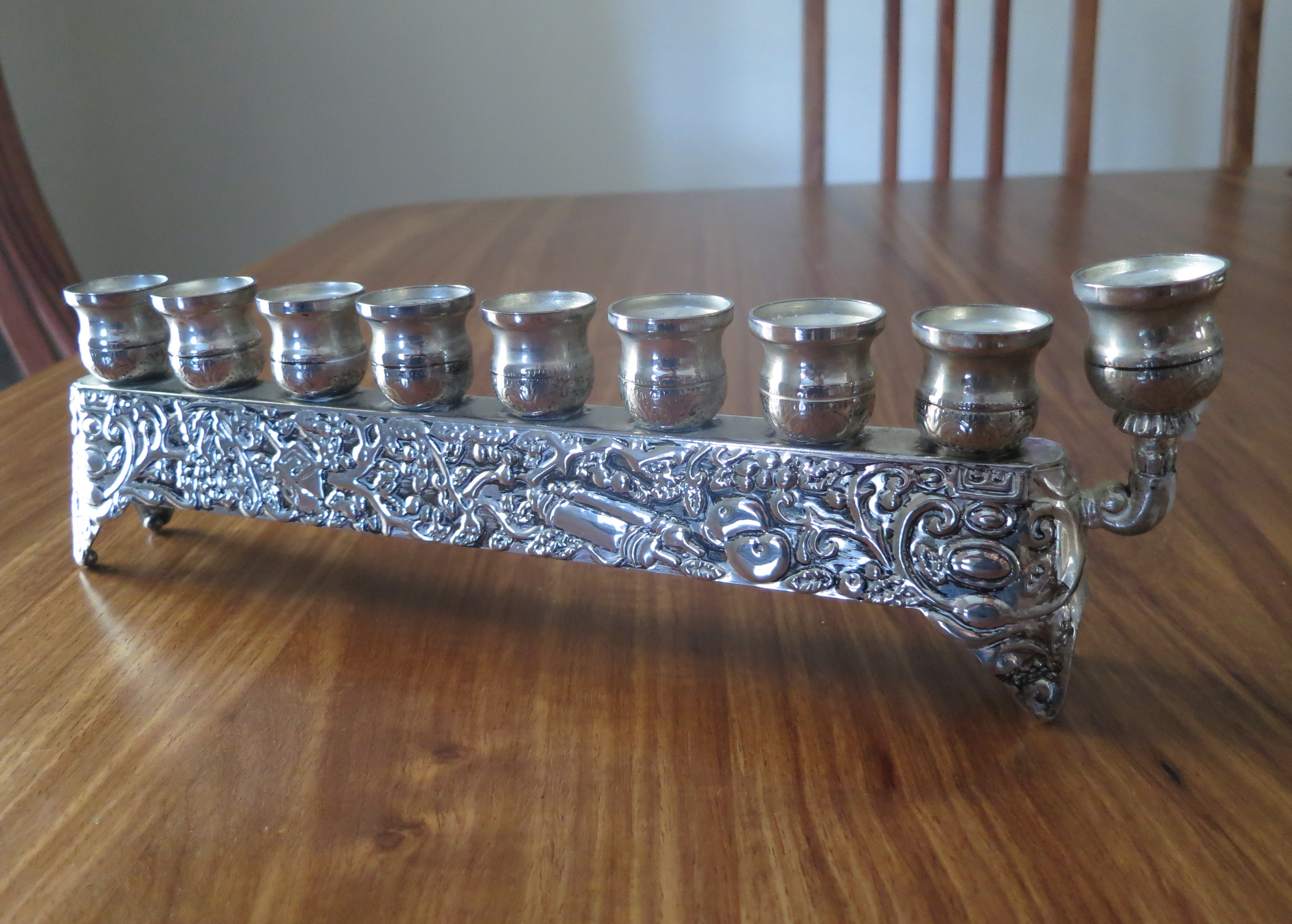
Chanukkiyah d'argento macedone del XIX secolo

Si affermò come religione rigorosamente monoteistica, la prima di questo tipo a essere documentata nel territorio delle popolazioni cananee. L'Ebraismo include un vasto corpo testuale, le pratiche, le posizioni teologiche e le forme organizzative di vita. Nell'ambito dell'Ebraismo esistono varie correnti e movimenti, la maggioranza dei quali è emersa dall'ebraismo rabbinico, che afferma che Dio ha rivelato le Sue leggi e comandamenti a Mosè sul Monte Sinai nella forma sia di Torah scritta sia di Torah orale. Storicamente, tale asserzione fu contestata da vari gruppi, come i sadducei e gli ebrei ellenisti durante il periodo del Secondo Tempio; i caraiti e sabbatiani durante l'epoca medievale; e fazioni dei movimenti riformatori moderni. I movimenti liberali in tempi attuali, come l'Ebraismo umanista possono essere nonteisti.
A differenza di altre antiche divinità del Vicino Oriente, il Dio ebraico è descritto come unitario e solitario; di conseguenza, i suoi principali rapporti non sono con altri dèi, ma con il mondo e, più specificamente, con la gente che ha creato. L'Ebraismo inizia quindi con un monoteismo etico: la credenza che Dio sia unico e coinvolto con le azioni del genere umano. Secondo la Tanakh (Bibbia ebraica), Dio promise ad Abramo di fare dei suoi discendenti una grande nazione. Molte generazioni dopo, comandò alla nazione di Israele di amare e adorare il Dio unico; vale a dire, la nazione ebraica doveva reciprocare l'interessamento di Dio per il mondo. Comandò inoltre agli ebrei di amarsi l'un l'altro; cioè, imitare l'amore di Dio per gli esseri umani. Questi comandamenti sono solo due di una vasto corpo di comandamenti e leggi che costituiscono l'Alleanza, che è l'essenza dell'Ebraismo.
Quindi, sebbene vi sia una tradizione esoterica nell'Ebraismo (Cabala), lo studioso rabbinico Max Kadushin ha caratterizzato l'Ebraismo normativo come un "misticismo normale", perché tratta di esperienze personali quotidiane di Dio attraverso vie o modalità che sono comuni a tutti gli ebrei. Questo si svolge attraverso l'osservanza delle halakhot e ne viene data espressione verbale nelle Birkat Ha-Mizvot, brevi benedizioni che vengono pronunciate ogni volta che un comandamento positivo deve essere ottemperato:
Mentre i filosofi ebrei spesso discutono se Dio sia immanente o trascendente, e se le persone abbiano il libero arbitrio o la propria vita sia predeterminata, la Halakhah è un sistema attraverso la quale ogni ebreo agisce per portare Dio nel mondo. Il monoteismo etico è centrale in tutti i testi sacri o normativi dell'Ebraismo. Tuttavia, il monoteismo non è sempre stato seguito nella pratica. La Bibbia ebraica registra e ripetutamente condanna il diffuso culto di altri dèi nell'Antico Israele. Nell'era greco-romana esistevano svariate interpretazioni del monoteismo ebraico, incluse le interpretazioni che diedero inizio al Cristianesimo.
Inoltre, come religione non-confessionale, alcuni hanno sostenuto che l'Ebraismo non richiede una fede in Dio. Per alcuni, l'osservanza della legge ebraica è più importante di credere in Dio di per sé. In tempi moderni, alcuni movimenti ebraici liberali non accettano l'esistenza di un Dio personificato attivo nella storia.

### La fede religiosa
Studiosi nel corso di tutta la storia ebraica hanno proposto numerose formulazioni dei principi fondamentali dell'Ebraismo, e tutte sono state criticate. La formulazione più famosa è quella di Maimonide coi suoi 13 principi della fede, sviluppati nel XII secolo. Secondo Maimonide, qualsiasi ebreo che rifiuti anche solo uno di tali principi deve essere considerato un apostata e un eretico. Gli studiosi ebraici hanno mantenuto punti di vista divergenti da Maimonide in svariati modi.
Ai tempi di Maimonide, la sua lista di principi venne criticata da Hasdai Crescas e Joseph Albo. Albo e il Raavad argomentavano che i principi di Maimonide contenessero troppi articoli che, sebbene veri, non erano fondamentali per la fede.
Lungo queste linee, l'antico storico Flavio Giuseppe sottolineava le pratiche e osservanze piuttosto che le convinzioni religiose, associando l'apostasia con una mancata osservanza della legge ebraica e sostenendo che i requisiti per la conversione all'Ebraismo includeva la circoncisione e l'aderenza ai costumi tradizionali. I principi di Maimonide vennero largamente ignorati nei secoli successivi. Poi due reiterazioni poetiche di questi principi ("Ani Ma'amin" e "Yigdal") vennero integrate in molte liturgie ebraiche, conducendo alla loro accettazione quasi universale.
In tempi moderni, l'Ebraismo manca di un'autorità centralizzata che detti un dogma religioso esatto. A causa di ciò, molte variazioni differenti delle credenze basilari vengono prese in considerazione nell'ambito dell'Ebraismo. Comunque, tutte le correnti religiose ebraiche si basano più o meno sui principi della Bibbia ebraica e su vari commentari come Talmud e Midrash. L'Ebraismo riconosce inoltre universalmente l'Alleanza biblica tra Dio e il patriarca Abramo, come anche gli aspetti aggiuntivi dell'Alleanza rivelata a Mosè, che è considerato il più grande profeta dell'Ebraismo. Nella Mishnah, testo fondamentale dell'Ebraismo rabbinico, l'accettazione delle origini divine di questa alleanza è considerata un aspetto essenziale dell'Ebraismo e coloro che rifiutano l'Alleanza, perdono la loro porzione nel Mondo a venire (ebr. 'Olam Ha-Ba).

### La filosofia
La filosofia ebraica si riferisce alla congiunzione tra lo studio della filosofia e della teologia ebraiche. Grandi filosofi ebrei includono Solomon ibn Gabirol, Saadya Gaon, Judah Halevi, Maimonide e Gersonide. Le principali variazioni sono intervenute in risposta all'Illuminismo (fine del XVIII secolo e inizi del XIX), seguite da filosofi ebrei post-illuministi. La filosofia ebraica moderna si orienta sia verso interpretazioni ortodosse che non ortodosse. Tra i filosofi ebrei ortodossi si annoverano Eliyahu Eliezer Dessler, Joseph B. Soloveitchik e Yitzchok Hutner. Rinomati filosofi non-ortodossi includono Martin Buber, Franz Rosenzweig, Mordecai Kaplan, Abraham Joshua Heschel, Will Herberg e Emmanuel Lévinas.

### La morale
A partire da questa dottrina morale, l'Ebraismo sviluppa sia l'idea della creazione, quale creatio ex nihilo (creazione dal "nulla"), che l'idea di uno sviluppo lineare e non propriamente definito "ciclico" della storia, considerando invece l'ordine e la stabilità divini, secondo il Regno celeste, ma anche con cambiamento pur entro i confini stabiliti, siano essi storici, spirituali o della Natura.
"Percepito" dagli individui, pur se nella loro "limitatezza" a cui però riservare la santità dei precetti - nel legame con Dio si accede così al "mondo spirituale" - il tempo viene considerato come l'insieme di quelle occasioni offerte all'uomo per vivere la libertà.
Un'altra caratteristica dell'Ebraismo è l'idea di un legame con Dio, non paragonabile a comuni forme di ascetismo. Questo legame si instaura nella comunione dell'alleanza, in cui il creatore e la creatura mantengono, separate, le rispettive identità. È esattamente la categoria teologica dell'alleanza a essere costitutiva dell'Ebraismo: essa rappresenta il reciproco impegno, per cui all'elezione e alla benevolenza di Dio deve corrispondere, da parte di Israele, l'osservanza delle 613 mitzvòt, i precetti, che abbracciano ogni aspetto della vita dell'uomo.
Pur garantendo il "regno" della Torah su ogni aspetto della vita umana, nell'Ebraismo la teocrazia si combina con una particolare concezione dell'autonomia creaturale che conferisce all'uomo il potere di "agire" sul creato, seguendo le relative regole, per completare l'opera del Signore e far coesistere il divino con il libero arbitrio dell'uomo che si conformi alla volontà divina espressa nella Torah orale e scritta, quindi nella scelta del bene.

### Le sinagoghe e luoghi religiosi

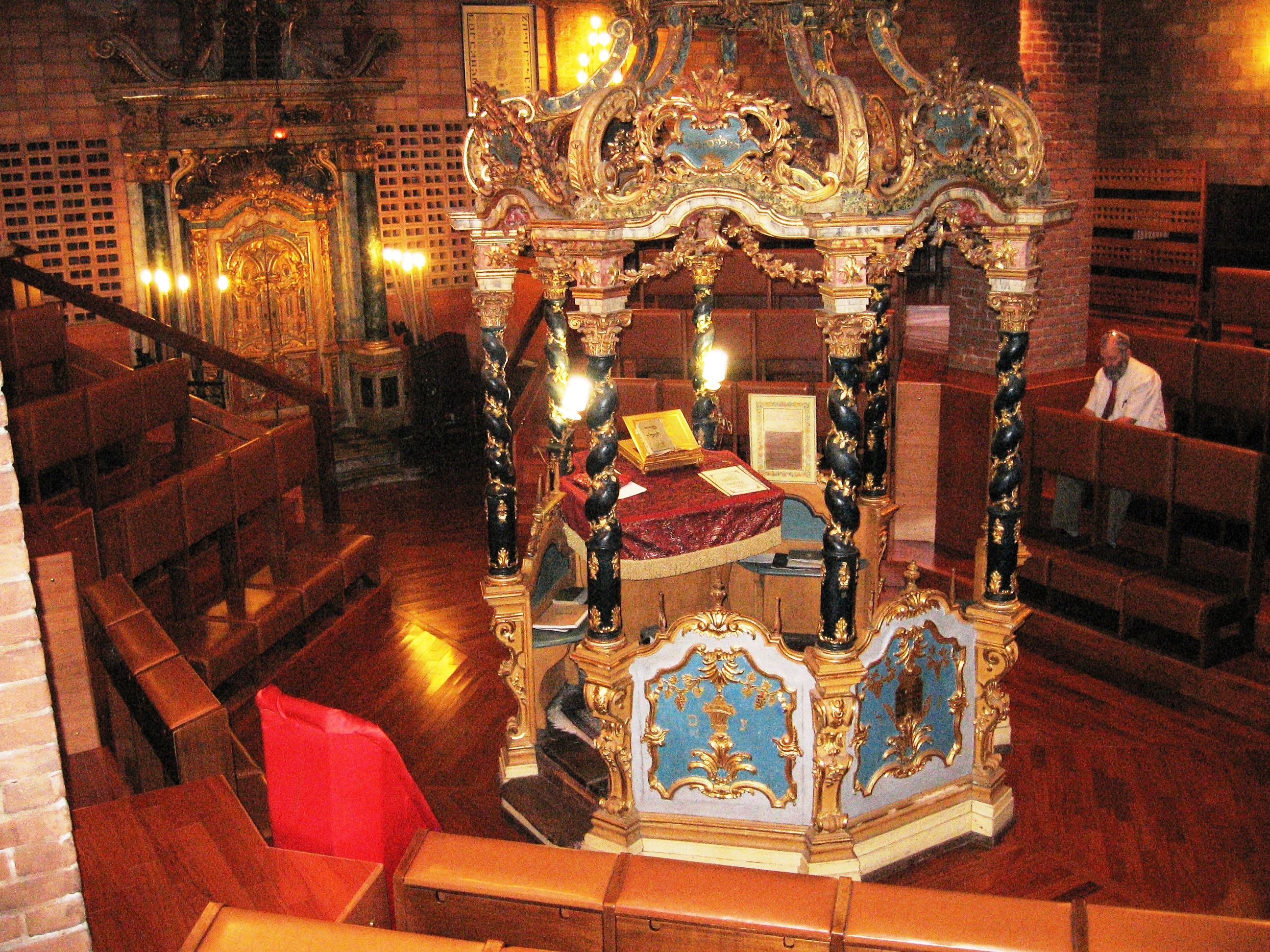
Interno della sinagoga di Torino

Le sinagoghe sono luoghi ebraici di preghiera e di studio. Di solito contengono stanze separate per la preghiera (il santuario principale), sale più piccole per lo studio, e spesso uno spazio adibito a uso comunitario o didattico. Non esiste un progetto standard per la costruzione di sinagoghe, e le forme architettoniche e i disegni interni variano notevolmente. Il movimento riformato per lo più si riferisce alle proprie sinagoghe come "templi". Alcune caratteristiche tradizionali di una sinagoga sono:
- L'arca (chiamata Aron haQodesh dagli aschenaziti e Hekhal dai sefarditi) dove sono riposti i rotoli della Torah (l'arca è spesso nascosta da un velo ornamentale, il parochet);
- La piattaforma elevata del lettore (chiamata bimah dagli aschenaziti e tebah dai sefarditi), dove si legge la Torah (e si conducono i servizi liturgici nelle sinagoghe sefardite);
- La lampada del santuario (o Luce eterna, ner tamid), una lucerna sempre accesa che serve a ricordare la menorah sempre accesa del Tempio di Gerusalemme
- Il pulpito, o amud, un leggio di fronte all'arca dove sta il chazzan o conduttore della preghiera durante la liturgia.

In aggiunta alla sinagoga, altre costruzioni importanti per l'Ebraismo comprendono le yeshivah (accademie religiose di studio) e le mikveh, che sono vasche rituali di purificazione.

## Simbologia

Maghen David

Stemma di Israele

- Maghen David (Scudo di Davide), stella a sei punte presente nella bandiera dello Stato di Israele insieme alle fasce blu del talled, è diventato il simbolo del sionismo fin dai primi congressi a cavallo tra XIX e XX secolo.
- BS"D, in aramaico בס"ד, è una tipica, tradizionale sigla che si può facilmente trovare in molti documenti ebraici, come anche in molte delle moderne pagine web che trattano di ebraismo. Tiene il posto della frase, scritta in lingua aramaica, b'siyata de'shemaya, che significa letteralmente "con l'aiuto del cielo" e viene scritto nella parte alta dei documenti, per ricordare allo scrittore e al lettore che, senza l'aiuto del Signore, è impossibile per l'uomo realizzare qualcosa che intrinsecamente possegga i valori eterni che Lui ha rivelato.
- Leone di Giuda: il Tanakh paragona le tribù di Giuda e Dan ai leoni: "Un giovane leone è Giuda." (Genesi 49:9[50])
- Metalli preziosi: l'oro era il simbolo della luce divina o celestiale, la gloria di Dio.[51] L'argento era l'emblema dell'innocenza morale e della santità.[52] L'ottone simbolizzava la durezza, la forza e la fermezza.[53] L'ottone era un sostituto dell'oro, e il ferro dell'argento.[54]

## Correnti

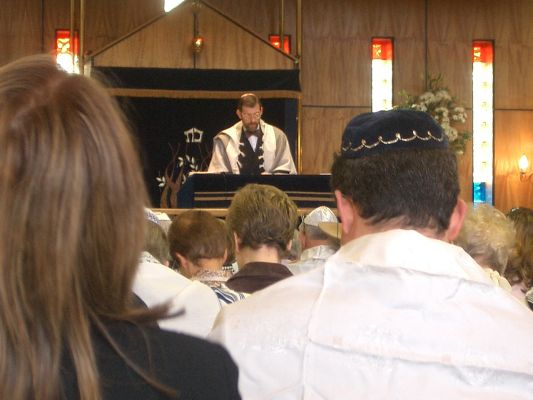
Sinagoga dell'Ebraismo riformato in assemblea mista e paritaria

Quattro sono le principali correnti dell'Ebraismo:
- Ebraismo ortodosso: si riconosce nella tradizione ebraica della Torah, anche secondo l'Halakhah del testo fondamentale dello Shulchan Aruch, nell'esegesi di quest'ultimo e della stessa e, senza però contraddirne i fondamenti, persino nell'adattamento alle mutate realtà sociali. Sono congregazioni particolari all'interno del movimento ortodosso i gruppi chassidici (i più famosi sono i Chabad Lubavitch), che si rifanno all'insegnamento di Baal Shem Tov, un sapiente della fine del XVIII secolo che teorizzò l'etica ebraica come accettazione gradita delle Mitzvot, anziché vederne il solo aspetto di obbligo. La sotto-corrente più conservatrice sono i Charedì o ultraortodossi, generalmente suddivisi in una vasta gamma di chassidici, correnti lituane ashkenazite e sefardite orientali.[Nota 9] L'Ebraismo ortodosso, non considerando rispettose dell'Halakhah le altre correnti dell'Ebraismo, non accetta le conversioni che non siano fatte in ambito ortodosso e dunque non tutti coloro che negli altri gruppi ebraici si considerano ebrei sono tali da un punto di vista ortodosso. In ambiente ortodosso questo è un punto considerato di fondamentale importanza per l'identità ebraica, i matrimoni e le sepolture.
- Ebraismo riformato: nato in Germania nel XIX secolo, si è ben presto diffuso negli Stati Uniti. L'Ebraismo riformato cerca di ridurre e relativizzare l'imponente complesso delle mitzvòt della Torah, che separano di fatto il popolo di Israele dal resto del mondo. Nel tempo si è diviso in numerosi rami, più o meno aderenti alle tradizioni ebraiche, fino, nei casi estremi, a rinunciare al riposo sabbatico e all'accettazione di un Messia (Unto), mantenendo comunque l'attesa di un messia futuro. Una derivazione dal movimento riformato è l'ebraismo laico umanista.
- Ebraismo conservatore, anche detto masoretico, nacque nel XX secolo negli USA, come derivazione dell'Ebraismo riformato. Conferma il valore etico-filosofico delle mitzvot, determinandone l'obbligo di osservanza; rispetto all'ortodosso ha però modificato importanti punti, specie della tradizione liturgica - il più eclatante dei quali è la preghiera comune tra uomini e donne.[Nota 10]
- Ebraismo ricostruzionista: fondato negli Stati Uniti dal rabbino conservatore Mordecai Kaplan e dal rabbino Ira Eisenstein (1906-2001) si caratterizza da una forte somiglianza con l'Ebraismo riformato, da cui però si differenzia per una maggiore considerazione dell'aspetto tradizionale.

L'Ebraismo ortodosso è largamente maggioritario in Israele e nei paesi della diaspora diversi dagli Stati Uniti d'America. Qui la maggioranza è divisa tra conservativi e riformati, essendo gli ortodossi una minoranza. Gli Stati Uniti sono anche l'unico paese con una presenza significativa di ricostruzionisti. L'Italia è un paese attualmente Modern Orthodox ossia la comunità ebraica italiana si accredita come ortodossa nel senso moderno del termine; non mancano piccoli gruppi che rimandano ad altre correnti dell'Ebraismo.
Il pensiero filosofico e religioso ebraico è entrato in grande fermento dalla nascita del Sionismo, e soprattutto a seguito della fondazione, nel 1948, dello Stato di Israele.

## Le scritture sacre
Il testo sacro per antonomasia, ma non l'unico nella religione ebraica, è la Tanakh (che comprende i testi scritti originariamente in ebraico presenti nell'Antico Testamento della Bibbia, il testo sacro dei cristiani). La prima parte del Tanakh è la Torah (detta anche Pentateuco), che, in ebraico, vuol dire "insegnamento", "legge", e contiene, secondo la tradizione, le istruzioni impartite da Dio al popolo di Israele sul Monte Sinai quarantanove giorni dopo la fuga dall'Egitto. Essa contiene la descrizione della storia dell'umanità dalla creazione fino all'arrivo degli ebrei in Terra d'Israele. Il canone ebraico delle Sacre scritture venne definito nel I secolo d.C. Il fulcro della fede israelitica è lo Shemà contenuta in Deuteronomio (6.4: "Ascolta Israele, il Signore è il nostro Dio, il Signore è Uno...").
La fede monoteistica si incentra nella affermazione che offre di sé in Esodo 3,14:Io sono l'Essenza dell'Essere di Io Sono Colui Che Sarò. Se ci atteniamo alla lettera al testo biblico, questa affermazione (in ebraico Ehyèh ashèr èhyèh) è di fatto, intraducibile, poiché si dovrebbe disporre di un tempo verbale in grado di rendere, contemporaneamente, il presente, il passato e il futuro. Infatti, secondo la fede ebraica, Dio è colui che, pur non mutando nella sua essenza, accompagna il popolo ebraico in tutte le sue vicissitudini storiche. In questo senso, Dio è legato all'uomo nel passato, nel presente e nel futuro.

## La Trascendenza nell'ebraismo
I teologi ebraici, specialmente a partire dal Medioevo, descrivono la trascendenza di Dio in termini di "semplicità divina", spiegando le caratteristiche tradizionali di Dio come onnisciente, onnipotente e onnipresente. Interventi di trascendenza divina accadono sotto forma di eventi al di fuori del reame naturale degli accadimenti, come miracoli e rivelazioni – per esempio, nel caso dei Dieci Comandamenti rivelati a Mosè sul Monte Sinai. L'Immanenza divina, al contrario, descrive la divinità soffusa in tutta la creazione, celebrata e riconosciuta, per esempio, attraverso la pratica dell'osservanza dello Shabbat.
Nella cosmologia ebraica medievale, Dio è descritto come "Ein Sof" (letteralmente, "senza fine"), come riferimento alla divina semplicità di Dio e la Sua inconoscibilità essenziale. L'emanazione della creazione da Ein Sof è spiegata mediante un processo di filtraggio. Nel mito della creazione cabalistico, denominato "frattura dei vasi", il filtraggio è stato necessario perché altrimenti questa intensa, semplice essenza avrebbe travolto e reso impossibile l'emergere di eventuali creazioni distinte. Ogni filtro, descritto come vaso, catturò l'emanazione di questa forza creativa fino a quando fu travolto e spezzato dall'intensità di parte della luce celeste della semplice essenza di Dio. Una volta infranto, i frammenti del vaso, pieni di "scintille divine" assorbite, cadde in un vaso sottostante.
Questo processo è continuato fino a che la "luce" della Divinità fu sufficientemente ridotta per consentire al mondo che abitiamo di sostenersi senza frantumarsi. La creazione di questo mondo, tuttavia, si verifica con la conseguenza che la trascendenza divina si nasconde, o si "esilia" (dal mondo immanente). Solo attraverso la rivelazione di scintille nascoste all'interno dei frammenti incorporati nel nostro mondo materiale, questa trascendenza può essere nuovamente riconosciuta. Nel pensiero chassidico, scintille divine si rivelano tramite l'osservanza dei comandamenti o "mitzvot", (letteralmente, obblighi e proibizioni descritti nella Torah). Una spiegazione ebraica dell'esistenza di malevolenza nel mondo è che queste cose terribili sono possibili poiché le scintille divine sono nascoste. Quindi vi è una certa urgenza di osservare e praticare le mitzvot per liberare le scintille nascoste e far eseguire un "Tikkun olam" (letteralmente, la guarigione del mondo). Fino ad allora, il mondo è presieduto dall'aspetto immanente di Dio, spesso indicato come Shekhinah, e poi con lo spirito "divino", il Ruach haQodesh.
La principale conseguenza di questa consapevolezza monoteista è, in primo luogo, l'idea della signoria di Dio sul mondo e sulla storia, anche se ciò non significa che la realtà terrena non goda di una sua autonomia espressa dal libero arbitrio; anzi, il principio stesso di vita terrena intesa come prova da superare per accedere alla vita eterna è basato sul libero arbitrio: l'uomo ha davanti a sé la scelta tra il bene e il male, tra il fare e il non fare, e la sua missione consiste nello scegliere liberamente il bene, cioè la Torah e i suoi precetti. Nell'Ebraismo, Dio è visto come colui che regna e che si trova nel più alto dei cieli pur regnando in terra, egli è infatti "trascendente" e "immanente", "altissimo" e sempre "presente" anche nella vita dell'uomo: i maestri ebrei insegnano che "Dio ha creato il mondo per avere un luogo in basso in cui abitare".
L'uomo non può percepire intellettualmente o con i sensi la reale essenza della divinità, come viene detto nell'Esodo 33:20 "Un uomo non può vedere il mio 'volto' e restare in vita"; Dio è conoscibile soprattutto dalle sue opere e dai suoi attributi, le sue middòt.

### Commentari
In epoca rabbinica il problema fondamentale dell'Ebraismo diviene quello di preservare la propria identità all'interno di un mondo a volte ostile che lo concepisce come una dottrina propedeutica alla comprensione del cristianesimo.
I maestri ebrei si preoccupano di preservare e di attualizzare la Torah orale (interpretazione del pentateuco del I e del II secolo d.C.), considerata tutt'uno con quella scritta che non potrebbe sussistere altrimenti; l'applicazione esegetica è già nella stesura della Mishna e del Talmud (babilonese e gerosolimitano). Sempre in questo periodo si assiste alla stesura dei primi midrashim che, come la Mishna, ma soprattutto come il Talmud, contengono parti di halakhah e parti di Haggadah ossia di tradizione esegetica e omiletica, che si esprime per mezzo di racconti, basati sul testo biblico, aventi il compito di trasmetterne i significati della Torah per il popolo d'Israele. Da essi trarranno continuità d'insegnamento e apprendimento tutti i maestri successivi secondo il valore della tradizione sempre viva e mai spenta.
Il seguente è un elenco basilare strutturato delle opere centrali nella pratica e pensiero ebraici:
- Tanakh[60] (Bibbia ebraica) e Letteratura rabbinica
  - Mesorah
  - Targum
  - esegesi biblica (vedi anche Midrash sotto)
- Opere dell'Era Talmudica (Letteratura rabbinica classica)
  - Mishnah e commentari
  - Tosefta e trattati minori
  - Talmud:
    - Talmud babilonese (Bavli) e commentari
    - Talmud gerosolimitano (Yerushalmi) e commentari
- Letteratura midrashica:
  - Midrash Halakhica
  - Midrash aggadica
- Letteratura halakhica
  - Codici principali di Legge e Tradizione ebraiche
    - Mishneh Torah e commentari
    - Tur e commentari
    - Shulchan Aruch e commentari

  - Letteratura dei Responsa ebraici
- Pensiero ed etica ebraici
  - Filosofia ebraica
  - Cabala
  - Opere chassidiche
  - Letteratura Musare altre opere di etica ebraica
- Siddur e liturgia ebraica
- Piyyut (poesia ebraica classica)

### Teologia e mistica
L'Ebraismo ha prodotto quindi una filosofia vera e propria, la quale secondo alcuni accademici passa attraverso l'influenza stoica, neoplatonica e aristotelica, quest'ultima mediata dai pensatori musulmani (Avicenna e Averroè in particolare); il legame con Aristotele viene ancora individuato da Maimonide, mentre Hillel da Verona in molti punti richiama Tommaso d'Aquino. Per quanto riguarda l'apporto filosofico, si ricordano, nel medioevo ebraico, le figure di Yehudah HaLevi, di Mosè Maimonide e di Hillel da Verona. L'Ebraismo sefardita si distingue per i suoi studi di natura filosofico-teologica, mentre l'Ebraismo ashkenazita si caratterizza per una maggiore concentrazione sugli studi talmudici e sulla mistica, la quale sfocerà nel movimento chassidico dell'Europa orientale.
Il misticismo ebraico si radica nell'esperienza profetica e, soprattutto, nelle interpretazioni del Ma'asè Merkava (l'"opera del carro") con cui si apre il libro di Ezechiele. Gli studi mistici danno vita alla Qabbalah per la quale nel XIII secolo in Provenza si ricordano il Rambàn, Abramo Abulafia e, nel XVI secolo, nella scuola di Safed il maestro Isaac Luria.
In epoca moderna tra gli accademici è Gershom Scholem, il quale ha, tra l'altro, notato le influenze del pensiero di Giovanni Scoto Eriugena sulla mistica ebraica medioevale.
L'illusione pseudomessianica del sabbatianismo ebbe le sue catastrofiche conseguenze; poi la nascita del movimento chassidico polacco (seconda metà del XVIII secolo) che rappresenta uno dei momenti più significativi nello sviluppo del misticismo ebraico, misticismo che ha molto influenzato anche la dottrina ascetica cristiana. È interessante notare la costante tensione, in seno all'Ebraismo, fra misticismo e filosofia, poiché, malgrado la diversa prospettiva, i problemi di fondo sono comuni: il rapporto fra creatore e creatura, il legame fra finito e infinito, le realtà del bene e del male.
In età moderna, Moses Mendelssohn è il filosofo che cerca di conciliare la Haskalah o Illuminismo ebraico con la stessa modernità occidentale, mostrando come l'Ebraismo si armonizzi con le esigenze della ragione. Strade simili hanno percorso, più avanti, Hermann Cohen, Franz Rosenzweig e Martin Buber.

### Ermeneutica rabbinica
1. Una legge che opera sotto determinate condizioni sarà sicuramente operativa in altre situazioni in cui le stesse condizioni sono presenti in una forma più acuta.
2. Una legge che opera in una situazione sarà operativa in un'altra situazione, se il testo caratterizza entrambe le situazioni in termini identici.
3. Una legge che esprime chiaramente lo scopo per cui è stata creata varrà anche per altre situazioni in cui l'obiettivo sia identico.
4. Quando una regola generale è seguita da indicazioni illustrative, solo tali indicazioni devono esserle associate.
5. Una legge che inizia precisando casi particolari, e quindi procede a una generalizzazione onnicomprensiva, deve essere applicato a casi particolari non specificati ma logicamente rientranti nella stessa generalizzazione.
6. Una legge che inizia con una generalizzazione delle sue applicazioni, poi continua con la specificazione dei casi particolari e quindi conclude con una riaffermazione della generalizzazione, può essere applicata solo ai previsti casi particolari.
7. Le regole per una generalizzazione seguita o preceduta da particolari specifici (regole 4 e 5) non si applicheranno se è evidente che la specificazione dei casi particolari o la dichiarazione della generalizzazione sono pensati esclusivamente per il raggiungimento di una maggiore chiarezza di linguaggio.
8. Un caso particolare già coperto da una generalizzazione che viene però trattata separatamente, suggerisce che lo stesso trattamento particolareggiato deve essere applicato a tutti gli altri casi che rientrano in tale generalizzazione.
9. Una sanzione prevista per una categoria generale di errori non deve essere applicata automaticamente a un caso particolare che viene ritirato dalla regola generale per essere espressamente vietato, ma senza alcuna menzione della pena.
10. Un divieto generale seguito da una sanzione determinata, può essere seguito da un caso particolare, normalmente contenuto nella generalizzazione, con una modifica di penalità, sia verso allentamento sia rendendolo più grave.
11. Un caso che cade logicamente sotto una legge generale, ma è trattato separatamente, rimane al di fuori delle disposizioni della legge generale, tranne in quei casi in cui ne è espressamente incluso.
12. Incomprensibilità nei testi biblici possono essere risolte dal contesto immediato o da passi che si riscontrano in seguito.
13. Contraddizioni nei passi biblici possono essere rimosse attraverso la mediazione di altri passi.

Gli ortodossi e molti altri ebrei non credono che la Torah rivelata consista unicamente dei suoi contenuti scritti, ma sia composta anche dalle sue interpretazioni. Lo studio della Torah (nel senso più ampio, a includere poesia, narrativa, e legge, insieme a Bibbia ebraica e Talmud) è nell'ebraismo stesso un atto sacro di importanza centrale. Per i saggi di Mishnah e Talmud, e per i loro successori odierni, lo studio della Torah non è quindi solo un mezzo per imparare i contenuti della rivelazione di Dio, ma un fine in sé. Secondo il Talmud:
(Talmud Shabbat 127a)
Nell'Ebraismo, "lo studio della Torah può essere il mezzo che porta a Dio". Riflettendo sul contributo dei saggi Amoraim e Tannaim dato all'ebraismo contemporaneo, l'accademico Jacob Neusner osserva:
Studiare la Torah Scritta e la Torah Orale alla reciproca luce è quindi anche lo studio di come studiare la parola di Dio.
Nello studio della Torah, i saggi ebrei formularono e seguirono vari principi logici ed ermeneutici. Secondo lo studioso David E. Stern, tutta l'ermeneutica rabbinica si basa su due assiomi:
Questi due principi rendono possibile una grande varietà di interpretazioni. Secondo il Talmud:
(Talmud Sanhedrin 34a.)
Gli ebrei osservanti vedono la Torah come dinamica, perché contiene in sé una pletora di interpretazioni.
Secondo la tradizione rabbinica, tutte le interpretazioni valide della Torah scritta sono state rivelate a Mosè sul Sinai in forma orale e tramandate da maestro ad allievo (la rivelazione orale è in effetti coincidente con il Talmud stesso). Quando diversi rabbini presentavano interpretazioni contrastanti, a volte facevano appello ai "principi ermeneutici"(vedi a lato) per legittimare i loro argomenti; alcuni rabbini sostengono che tali principi siano stati rivelati da Dio a Mosè sul Sinai.
Di conseguenza, Hillel sottolineò sette principi usati comunemente per l'interpretazione delle leggi (baraita all'inizio del Sifra); Rabbi Ishmael ne sottolineò tredici (baraita all'inizio del Sifra; questa collezione è in gran parte un'estensione di quella di Hillel). Eliezer ben Jose ne elencò 32, molto usati nell'esegesi degli elementi narrativi della Torah. Tutte le regole ermeneutiche sparse nei Talmudim e Midrashim sono state raccolte dal Malbim in Ayyelet ha-Shachar, l'introduzione al suo commentario del Sifra. Ciò nonostante, i 13 principi di Rabbi Ishmael sono forse quelli più noti universalmente e costituiscono un contributo importante, e uno dei primi, alla logica, ermeneutica e giurisprudenza dell'Ebraismo. il liturgista Judah Hadassi incorporò i principi di Ishmael nell'ebraismo caraita del XII secolo. Oggi i 13 principi di Rabbi Ishmael sono incorporati nel libro di preghiere ebraico che viene letto quotidianamente dagli ebrei osservanti.

### Mosè e i profeti

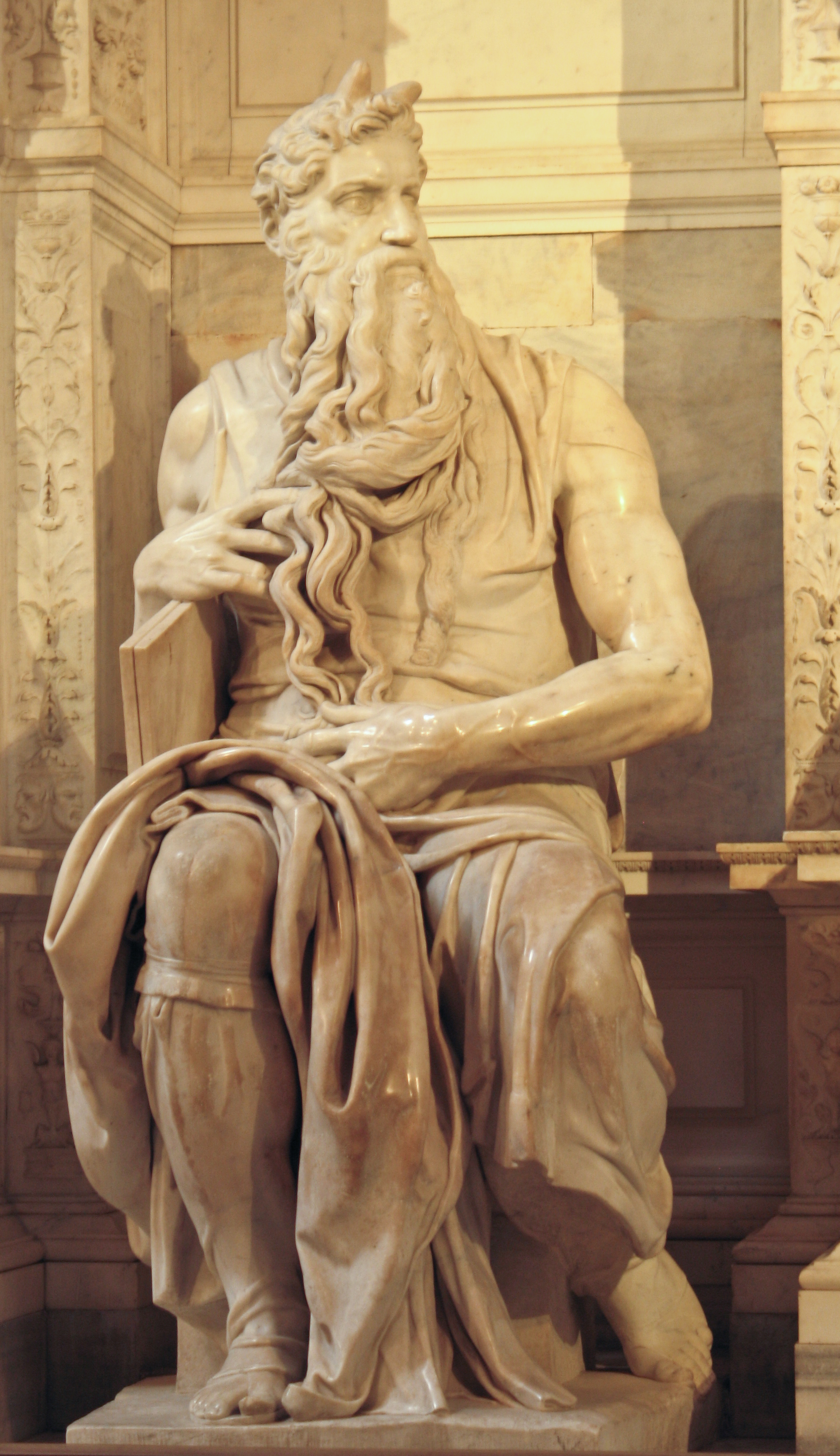
Mosè di Michelangelo Buonarroti (1513-1516)

Nell'elaborazione teologica dell'Ebraismo, è di notevole importanza il ruolo che viene attribuito a Mosè, il quale è considerato il più grande dei profeti non perché la sua speculazione su Dio sia superiore a quella di Isaia o di Ezechiele, quanto piuttosto perché è stato l'unico uomo ad abbattere, per usare le parole del Rambam (Mosè Maimonide), tutte le barriere che impediscono di contemplare la visione del Santo benedetto, tutte tranne quella dell'intelletto umano impossibilitato appunto a "concepire" Dio tramite il pensiero. In altre parole, secondo la tradizione rabbinica Mosè è stato l'unico uomo a raggiungere il massimo grado dello spirito profetico, ed è in ciò che sta la sua grandezza. A Mosè è stata consegnata la torah e a lui è stato affidato il compito di condurre il popolo ebraico attraverso il deserto, fino in Eretz Israel: la terra promessa. Solo a un uomo di così alte virtù poteva essere affidato un così grande compito.
Naturalmente, una funzione importantissima svolgono anche gli altri profeti, i quali richiamano all'essenzialità e allo scopo ultimo della Torah, così come i rabbini e i maestri ebrei che con i commenti canonici ebraici approfondiscono il significato dei precetti morali contenuti nella torah.

### L'escatologia
Il valore attribuito alla parola divina e all'elemento escatologico esercita una grande influenza sul cristianesimo primitivo (basti pensare al prologo del vangelo giovanneo che da questa trae la propria elaborazione teologica sul logos), ma anche sulla prima speculazione dell'età giudeo-ellenistica (di Filone d'Alessandria, che è il primo pensatore a tentare una conciliazione fra le categorie filosofiche greche e la fede ebraica). Anche lo sviluppo dell'apocalittica cristiana risente molto dell'influsso ebraico e, in particolare, del Libro di Daniele.

## Letteratura giuridica

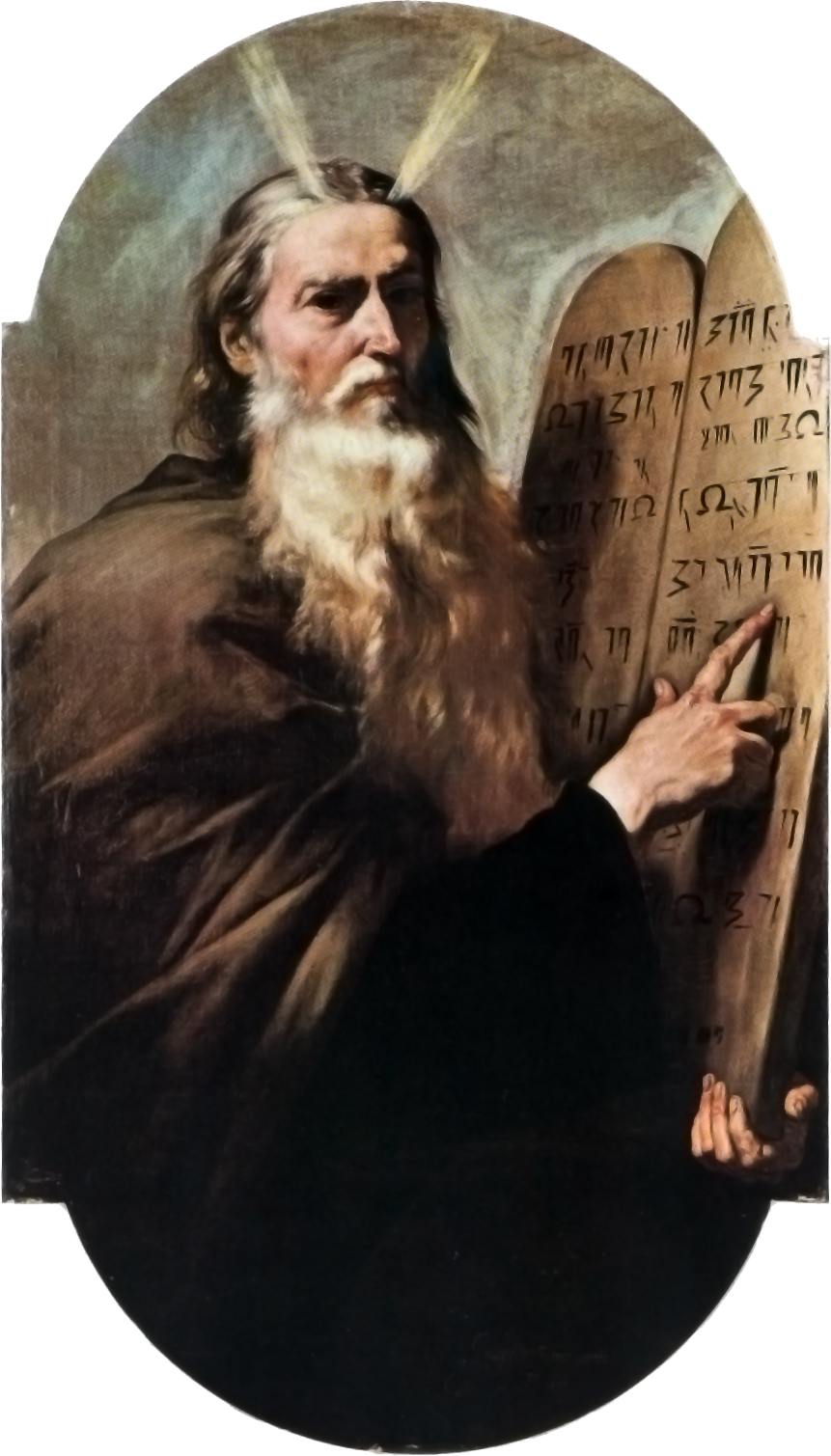
Mosè e le Tavole dei Comandamenti, di Jusepe de Ribera (1638)

Alla base della legge e della tradizione ebraica (Halakhah) vi è la Torah (il Pentateuco o cinque libri di Mosè). Secondo la tradizione rabbinica ci sono 613 comandamenti nella Torah e alcuni di questi sono diretti solo agli uomini o solo alle donne, mentre altri solo agli antichi gruppi sacerdotali, i Kohanim e i Leviyim (membri della tribù di Levi); altri ancora solo agli agricoltori nell'ambito della Terra d'Israele. Molte leggi erano applicabili solo quando esisteva il Tempio di Gerusalemme e meno di 300 di tali comandamenti sono tuttora applicabili.
Mentre ci sono stati gruppi ebraici le cui credenze erano basate sul testo scritto della sola Torah (ad esempio, il sadducei, e il caraiti), la maggior parte degli ebrei credevano in quella che chiamano Legge Orale. Tali tradizioni orali furono trasmesse dalla setta dei farisei e furono successivamente registrate in forma scritta e sviluppate dai rabbini.
L'ebraismo rabbinico (che deriva dai farisei) ha sempre sostenuto che i libri della Torah (chiamata "Legge scritta") sono sempre stati trasmessi in parallelo con una tradizione orale. Per giustificare questo punto di vista, gli ebrei puntano al testo della Torah, in cui molte parole sono lasciate indefinite e molte procedure menzionate senza spiegazioni o istruzioni: questo, sostengono, significa che si presume il lettore abbia familiarità con i dettagli di altre fonti, cioè quelle orali. Questa serie parallela di materiale fu originariamente trasmessa per via orale e venne a essere conosciuta come "legge orale".
Con Rabbi Yehudah HaNasi (200 d.C.), dopo la distruzione di Gerusalemme, molto di questo materiale fu redatto nella Mishnah. Nei successivi quattro secoli, questa legge subì discussioni e dibattiti in entrambe le più importanti comunità ebraiche del mondo (in Israele e a Babilonia) e i commenti sulla Mishnah da parte di ciascuna comunità alla fine vennero editati insieme, in una raccolta nota come i due Talmud (quello gerosolimitano e quello babilonese). Questi furono poi esplicati da commentari di vari studiosi della Torah nel corso dei secoli.
Quindi la Halakhah, il modo di vita rabbinico, si basa su una lettura combinata della Torah e della tradizione orale - la Mishnah, la Midrash Halakhah, il Talmud e dei suoi commentari. La Halakhah si è sviluppata lentamente, attraverso un sistema basato sui precedenti. La letteratura delle "domande ai rabbini" e le loro risposte approfondite, è indicata come responsa (in ebraico Sheelot U-Teshuvot). Nel corso del tempo, man mano che le pratiche si sono sviluppate, i codici della legge ebraica sono stati compilati in base ai responsi; il codice più importante, il Shulchan Aruch, determina in gran parte la pratica religiosa ortodossa d'oggi.

## Il giudaismo
La storia del Giudaismo inizia con l'esilio a Babilonia (587 a.C), che mette fine al Regno di Giuda, ultima propaggine del Regno di Israele. La deportazione individua sostanzialmente il resto d'Israele. Questo termine viene usato una sola volta nel Nuovo Testamento ( Galati 1:13-14, su laparola.net.). I giudei di Palestina e quelli che vivono lontano (ad Alessandria, a Babilonia ecc.) formano una comunità religiosa unita dalla fede monoteista, lo studio della Legge (Torah) e la speranza messianica. Qualche tempo dopo il ritorno dall'esilio, l'attività religiosa riprende nel tempio di Gerusalemme, ma il Giudaismo palestinese si dà nuove istituzioni: il sinedrio e la sinagoga, dove scribi e dottori della legge acquistano sempre maggiore importanza.
Nel I secolo, il Giudaismo è già un mondo polimorfo come quello che Gesù conoscerà, frammentato in numerose correnti: farisei, sadducei, esseni, zeloti, erodiani, samaritani, terapeuti. Il Cristianesimo nasce in seno a questa complessa molteplicità. Dopo la distruzione del tempio (70), i soli a sussistere furono i farisei, l'unico gruppo che era rimasto fedele alla tradizione dei maestri. Uno di questi Jochanan Ben Zakkai, fonda l'accademia di Yavneh e riorganizza il giudaismo, permettendogli di sopravvivere alla catastrofe del 70.
In quest'ambito si sviluppa la tradizione rabbinica, che distingue la Torah scritta, codificata nel Pentateuco, dalla Torah orale, codificata nella Mishna e nel Talmud, entrambe considerate di origine divina, poiché rivelate contemporaneamente a Mosè sul Monte Sinai. Per vivere secondo la Torah, un ebreo è tenuto a osservare i precetti che si applicano alla sua condizione (nessuno ha l'obbligo di osservare tutti i 613 precetti, perché alcuni riguardano solo i sacerdoti, altri soltanto i re, e così via). Fra questi, la circoncisione, la celebrazione dello Shabbat e l'osservanza dei divieti alimentari sono, oggi come ieri, precetti della religione ebraica. La Torah spiega che questi precetti sono imposti all'ebreo come prova: se egli la supera e compie i precetti, otterrà una ricompensa eterna infinitamente superiore ai suoi meriti.
Sotto la spinta dei movimenti di secolarizzazione, molti ebrei hanno abbandonato la pratica dei riti, ma continuano a considerare l'Ebraismo un patrimonio culturale e intellettuale comune. Il XX secolo segna il risveglio dei movimenti politico-laici e l'assimilazione dell'Ebraismo a un'entità nazionale da una parte e una nuova scoperta dell'osservanza dei precetti dall'altra; l'incontro di queste due anime forti ha dato vita a nuovi dibattiti sulle metodologie di analisi e soluzione delle dispute rabbiniche.

## Identità ebraica

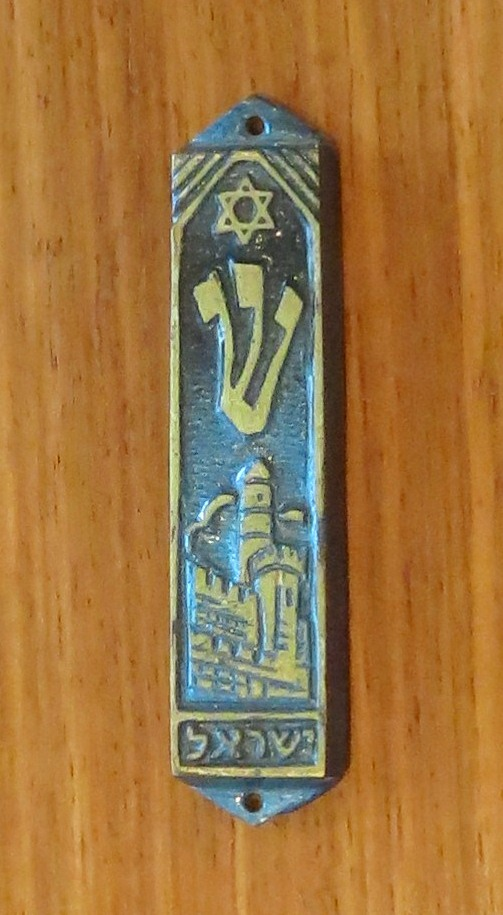
Una mezuzah

### Origine dei termini "Ebraismo/Giudaismo"
Il termine "giudaismo" deriva dal latino Iudaismus, che a sua volta deriva dal greco Ιουδαϊσμός Ioudaïsmos, infine dall'ebraico יהודה, Yehudah, "Giuda"; in ebraico: יַהֲדוּת, Yahadut. Appare per la prima volta nel greco ellenistico iudaismos in 2 Maccabei nel II secolo a.C Nel contesto dell'epoca e del periodo, assumeva il significato del ricercare o far parte di un'entità culturale, quella di iudea, il derivato greco del persiano Yehud, e può essere paragonato a ellenismo, che significa l'accettazione delle norme culturali elleniche (il conflitto tra iudaismos e ellenismo è alla base della rivolta maccabea e quindi dell'invenzione del termine iudaismos).
L'espressione ivri, colui che viene da oltre (il fiume), si riferisce ad Avraham inoltre la Bibbia racconta che l'eroe eponimo degli ebrei fu Eber: lui e i suoi figli abitavano il territorio della Mesopotamia. Le parole "ebraico" ed "ebreo" non identificano solo un popolo ma anche chi professa la religione ebraica. Questa professione si fa risalire ad Abramo (da Av Raham, "padre delle genti"), abitante di Ur dei Caldei, in Mesopotamia, con cui Dio (Yahweh) fece un patto. YHWH chiese ad Abramo di spostarsi verso Harran per poi scendere fino a Canaan, la "terra promessa". Come sopra accennato, va notata l'origine del termine Ebreo derivante dal verbo avar, che in ebraico significa passare, oltrepassare, andare oltre. Da avar deriva ivrì, passato oltre, con riferimento al viaggio biblico dalla Mesopotamia alla Terra Promessa effettuato da Avraham; importante inoltre la conversione di molti dal politeismo al monoteismo operata da Avraham, considerato il patriarca delle tre grandi religioni monoteiste.

### Distinzione tra ebrei come popolo ed ebraismo
Secondo lo storico Daniel Boyarin, la distinzione di fondo tra religione ed etnia è estranea all'ebraismo stesso, ed è una forma di dualismo tra spirito e carne, che ha la sua origine nella filosofia platonica e che permeava il giudaismo ellenistico.
Conseguentemente, secondo Boyarin, l'ebraismo non si adatta facilmente alle categorie occidentali convenzionali, come religione, etnia o cultura. Lo studioso asserisce che questo riflette in parte il fatto che un grande segmento dei 3000 anni di storia ebraica è anteriore all'ascesa della cultura occidentale e si è verificato al di fuori dell'Occidente (cioè l'Europa, soprattutto medievale e moderna). Durante questo periodo gli ebrei hanno sofferto schiavitù, autogoverno anarchico e teocratico, conquista, occupazione ed esilio; nella diaspora sono stati in contatto e sono stati influenzati dagli antichi egizi, babilonesi, persiani e le culture elleniche, così come i movimenti moderni dell'Illuminismo (Haskalah) e l'ascesa del nazionalismo, che si sarebbe sviluppato sotto forma di uno stato ebraico nel Levante. Hanno inoltre visto una élite convertirsi all'Ebraismo (i Cazari), per poi sparire come centri di potere nelle terre un tempo occupate da tale élite, soverchiata dal popolo dei Rus' e poi dai mongoli. Così, Boyarin sostiene che "l'ebraicità sconvolge le categorie di identità stesse, perché non è nazionale, né genealogica, né religiosa, ma tutte queste insieme, in tensione dialettica tra loro."
In contrasto con questo punto di vista, quelle pratiche come l'Ebraismo laico umanista rifiutano gli aspetti religiosi dell'Ebraismo, pur conservando alcune tradizioni culturali.

### Chi è ebreo?

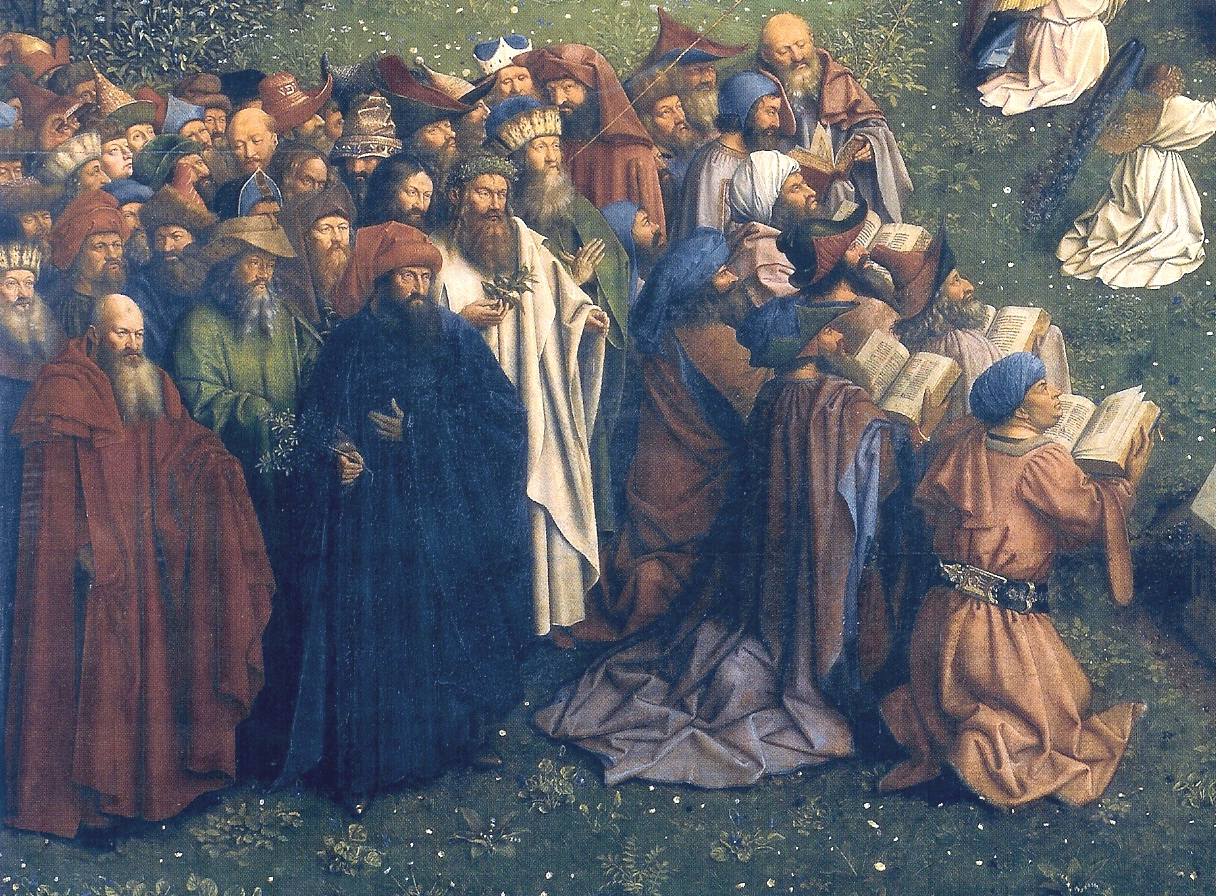
Ebrei e Gentili (dipinto di Jan van Eyck, Gand 1432)

Secondo la legge ebraica tradizionale, un "ebreo" è chiunque sia nato da madre ebrea o si sia convertito all'ebraismo ai sensi della legge ebraica. Le correnti dell'ebraismo riformato americano e del liberale britannico accettano come ebrei figli/e di genitore ebreo (padre o madre) se i genitori li allevano con una identità ebraica. Tutte le forme tradizionali dell'ebraismo oggi sono aperte ai convertiti sinceri, sebbene la conversione sia stata tradizionalmente scoraggiata sin dai tempi del Talmud. Il processo di conversione viene valutato da un'autorità rabbinica e il convertito è esaminato sulla sua sincerità e conoscenza. Ai convertiti viene dato il nome "ben Abraham" o "bat Abraham", (figlio o figlia di Abramo).
L'ebraismo tradizionale sostiene che un ebreo, sia per nascita che per conversione, è ebreo per sempre. Così un ebreo che afferma di essere ateo o convertito a un'altra religione, è ancora considerato ebreo dall'ebraismo tradizionale. Secondo alcune fonti, il movimento di riforma sostiene che un ebreo che si è convertito a un'altra religione non è più ebreo, e anche il governo israeliano ha preso la stessa posizione in base alla casistica della Corte Suprema e relativi statuti. Tuttavia il movimento riformato ha indicato che la questione non è così chiara e inoppugnabile, e che situazioni diverse postulano considerazioni e azioni diverse. Ad esempio, agli ebrei che si sono convertiti sotto coercizione può essere consentito di tornare all'Ebraismo, "senza alcuna altra azione da parte loro se non il loro desiderio di ricongiungersi alla comunità ebraica" e "un proselita che è diventato apostata rimane, nonostante tutto, un ebreo".
Alla questione di ciò che determini l'identità ebraica nello Stato di Israele è stato dato nuovo impulso quando, nel 1950, David Ben-Gurion richiese pareri su Mihu Yehudi ("chi è un ebreo") da parte delle autorità religiose ebraiche e degli intellettuali di tutto il mondo, al fine di risolvere tali questioni di cittadinanza. La materia non si è ancora risolta, riemergendo di tanto in tanto nella politica israeliana.

## Usi e costumi

### Etica ebraica
L'etica ebraica può essere guidata dalle tradizioni halakhiche, da altri principi morali, o da virtù ebraiche centrali. La pratica etica è generalmente intesa come caratterizzata da valori come giustizia, verità, pace, bontà (chesed), compassione, umiltà e rispetto di sé. Pratiche etiche specifiche includono atti di carità (tzedakah) e astensione da discorsi negativi (lashon hara). Pratiche etiche corrette in materia di sessualità e di molte altre questioni sono soggette a continui dibattiti tra ebrei.

### Alimentazione

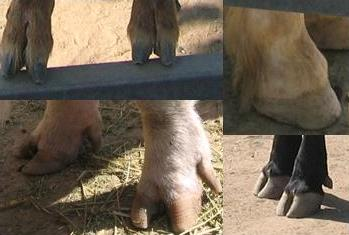
Esempi di zoccoli fessi nella capra (in alto a sinistra), maiale (in basso a sin.) e bovini (in basso a destra). Il cavallo però non ha lo zoccolo fesso (in alto a des.)

La casherut è una serie di regole alimentari prescritte dalla Torah. Esse costituiscono un corpo di normative molto complesse, che forma il fondamento dell'alimentazione dell'ebreo, a casa come all'esterno.
Il termine kasher significa "adatto" e riguarda la purezza degli alimenti: la Torah distingue infatti anche tra animali puri e animali impuri, quelli permessi e quelli proibiti. Molti ebrei usano le parole tumah e taharah per indicare ciò che è considerato puro o impuro in ambito spirituale e di pratica rituale.
Gli elenchi degli animali di cui è permesso cibarsi sono contenuti nella Bibbia, capitolo 11 del Levitico, e alcuni vengono ripetuti nel capitolo 14 del Deuteronomio.
Sono permessi i quadrupedi ruminanti con gli zoccoli "bi-parti-ti" come, ad esempio, mucca, pecora, capra, cervo, ecc; non maiale, cammello, cavallo o coniglio, lucertola, scimmia, leone, orso, ecc. C'è anche un elenco dei volatili proibiti, da cui deriva che tutti gli altri sono permessi (contiene tutti i rapaci e gli uccelli notturni proibiti). Tranne alcuni casi, si possono mangiare i pesci con squame e pinne: sono pertanto esclusi molluschi e crostacei (polpi, frutti di mare, granchi ecc.), oltre alle anguille, al pescecane, ad alcuni tipi di "pesce spada" e alcuni altri pesci che si ritiene non abbiano le squame complete.
Certi tipi di locusta sono permessi agli ebrei sefarditi residenti nei paesi arabi, ma non a quelli sia sefarditi sia ashkenaziti residenti in occidente a causa della proibizione di mangiare qualsiasi cosa possa suscitare disgusto (anche con riguardo agli usi locali). Gli animali ovini, bovini, caprini e i volatili permessi non sono ritenuti kasher se non vengono uccisi con il metodo noto come shechitah. Lo shochet, che per eseguire la shechitah deve avere un apposito titolo di idoneità: mozza con un coltello la trachea e l'esofago dell'animale, e così facendo recide le arterie principali causando una perdita di coscienza praticamente istantanea. Il sangue restante viene eliminato dalla carne attraverso un processo di lavatura, salatura e risciacquo oppure attraverso l'arrostitura: per secoli il processo di lavatura, salatura e risciacquo della carne è stato prerogativa delle donne di casa, ma ormai è praticato soprattutto dal macellaio o dal fornitore kasher.
Una casa strettamente kasher avrà almeno due servizi di utensili per la preparazione e il consumo dei cibi, uno è il servizio "da carne" (non intendendosi per carne il pesce), da utilizzare con la carne e i suoi derivati, l'altro è quello "da latte", che si usa con latticini, poiché è vietato mescolare latte e carne secondo la Torah. È anche proibito mescolare carne e pesce: questa proibizione ha delle restrizioni minori e non implica dunque l'uso di servizi di stoviglie separati ma soltanto la proibizione di ingerire insieme carne e pesce e di usare per l'uno stoviglie sporche dell'altro alimento.

### Preghiere
Tradizionalmente, gli ebrei recitano preghiere tre volte al giorno: Shacharit, Minchah e Ma'ariv, con una quarta preghiera, mussaf aggiunta durante lo Shabbat e le festività. Al centro di ogni servizio è l‘Amidah o Shemoneh Esrei. Un'altra preghiera basilare in molti servizi è la dichiarazione di fede, lo Shemà Israel, שמע ישראל (o semplicemente Shemà). Lo Shemà è la recitazione di un versetto della Torah (Deuteronomio 6:4): Shema Yisrael Adonai Eloheinu Adonai Echad - "Ascolta, Israele, il Signore è il nostro Dio, il Signore è Uno!"
La maggior parte delle preghiere in un servizio liturgico tradizionale possono essere recitate individualmente, sebbene sia preferita la preghiera in comune. La preghiera comunitaria richiede un quorum di dieci ebrei adulti, chiamato minian. In quasi tutti i circoli ortodossi e in alcuni dei conservatori, solo gli ebrei maschi vengono contati nel minian; gran parte degli ebrei conservatori e membri di altre correnti ebraiche contano anche le donne. In aggiunta ai servizi di preghiera, gli ebrei osservanti tradizionali recitano preghiere e benedizioni quotidiane, quando svolgono vari atti. Tali preghiere sono recitate svegliandosi la mattina (Modeh Ani), prima di mangiare o bere cibi diversi, dopo aver consumato un pasto (Birkat Hamazon) e così via.
L'approccio alla preghiera varia tra le confessioni ebraiche. Le differenze possono includere i testi di preghiera (Siddurim), la frequenza della preghiera, il numero di preghiere recitate in varie funzioni religiose, l'uso di strumenti musicali e musica corale, e se le preghiere vengono dette nelle lingue tradizionali liturgiche o in volgare. In generale, le congregazioni ortodosse e conservatrici aderiscono più strettamente alla tradizione, mentre le sinagoghe riformate e ricostruzioniste sono più propense a incorporare le traduzioni e gli scritti contemporanei nei loro servizi. Inoltre, nella maggior parte delle sinagoghe conservatrici, e in tutte le congregazioni riformate e ricostruzioniste, le donne partecipano a servizi di preghiera su base paritaria con gli uomini, anche in quei ruoli tradizionalmente riservati solo agli uomini, come la lettura della Torah. Inoltre, molti templi riformati usano l'accompagnamento musicale con organi e cori misti.

### Oggetti e indumenti liturgici

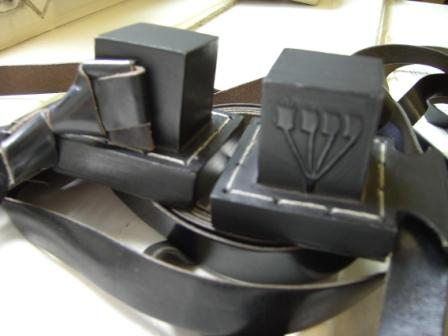
Tefillin

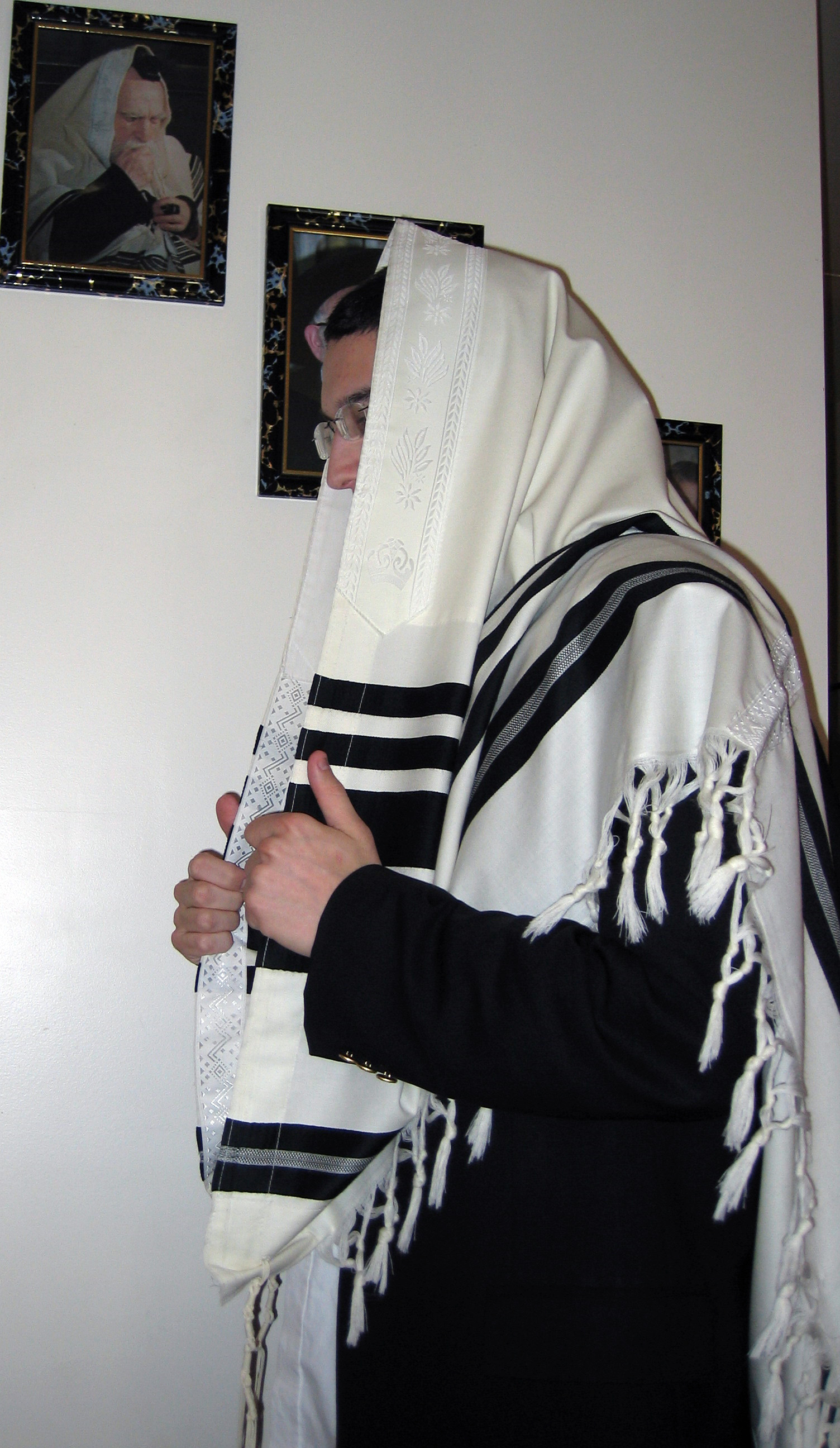
Ebreo con tallit

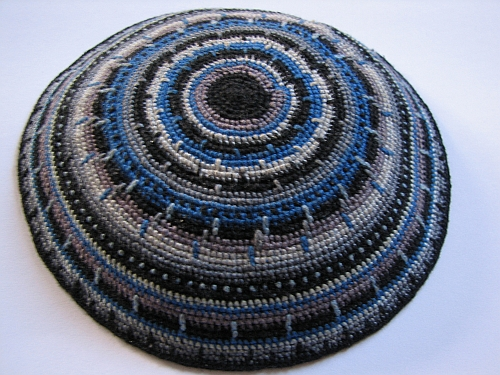
Kippah

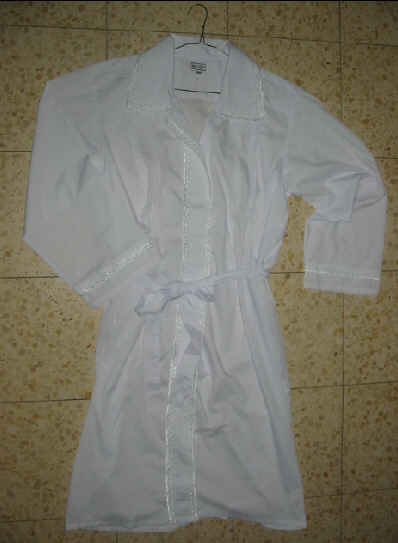
Kittel

Tra gli oggetti liturgici e culturali più importanti nella religione ebraica vi sono:
- Menorah, candelabro 'a sette bracci', ne esisteva soltanto uno d'oro puro ed era situato nel Tempio di Gerusalemme, simbolo ebraico e attualmente dello Stato d'Israele; in quasi tutte le case ebraiche ne è presente una riproduzione. Quando ancora esisteva il tempio veniva acceso un lume al giorno (la settimana partiva dalla domenica) fino a giungere a sette lo Shabbat.
- Mezuzah, pergamena affissa (dentro un piccolo contenitore) agli stipiti delle porte e contenente due brani dello Shemà (preghiera fondamentale dell'Ebraismo, da recitare ogni giorno al mattino e alla sera), proprio quelli contenenti il precetto della Mezuzzah.
- Tefillin (ebr. תְפִלִּין), conosciuti come filattèri (dal greco φυλακτήριον, che significa protezione/salvaguardia o amuleto), sono scatole nere di cuoio indossate sul braccio e sulla fronte per mezzo di cinghie di pelle. Esse contengono le pergamene con i quattro brani della Torah che citano questo precetto. Sono indossati durante la preghiera mattutina da ebrei osservati e da alcune donne.[98]
- Kippah (ebraico: כִּפָּה, plur. kippot; yiddish: יאַרמלקע, yarmulke), il copricapo indossato dagli ebrei maschi, tipo zucchetto. Portato durante le preghiere, i pasti, liturgie in sinagoga, mentre si recitano le benedizioni o studiando la Torah, e indossato sempre da alcuni ebrei. Nelle comunità ortodosse lo portano solo gli uomini; nelle comunità non ortodosse anche le donne possono portarlo.
- Talled (anche tallit - ebr. טַלִּית; pron. aschenazita: tallis) scialle in tessuto bianco spesso con fasce, comunemente di colore scuro, caratterizzato da quattro lunghe sfrangiature di tessuto alle estremità, chiamate tzitzit. La versione grande (talit gadol) è portata durante la preghiera del mattino e a Yom kippur per tutto il lungo ciclo di preghiere, quella piccola (talit katàn) è indossata quotidianamente. Viene indossato da uomini ebrei e da alcune donne durante i servizi di preghiera. Gli usi variano secondo le tradizioni: nella comunità sefardita, i ragazzi lo indossano a partire dal Bar mitzvah. In alcune comunità aschenazite è abitudine indossarlo solo dopo il matrimonio.
- Tzitzit (ebraico: צִיציִת) (pronuncia aschenazita: tzitzis) sono speciali "frange" annodate o nappe poste ai quattro angoli del tallit. In alcuni circoli ortodossi, tali frange possono essere lasciate libere al di fuori dei propri abiti.
- Hanukkiah, plurale hanukkioth, candelabro a 'nove bracci' utilizzato per accendere i lumi durante la celebrazione della festa di hanukkah (festa delle luci) in ricordo della riconsacrazione del Tempio dopo la guerra maccabaica il cui casus belli fu il sacrificio di un maiale nel tempio a opera di un sacerdote ellenizzante.
- Kittel (yiddish: קיטל), tunica, veste (cfr. tedesco Kittel "tuta da lavoro, accappatoio") è una tunica bianca che serve come sudario di sepoltura per ebrei. Viene anche indossato in occasioni speciali dagli ebrei aschenaziti. Nell'Europa occidentale questo indumento è chiamato Sargenes. La parola Sargenes è correlata all'antico francese Serge e al latino Serica. Il kittel viene anche indossato dagli uomini sposati durante lo Yom Kippur e qualche volta per il Rosh haShana.[99] Indossare il kittel durante le grandi Festività ebraiche è simbolicamente connesso col suo uso come sudario di sepoltura, al verso: "i nostri peccati diventeranno bianchi come neve" (Libro di Isaia 1:18[100]).[101]

### Leggi di purezza rituale

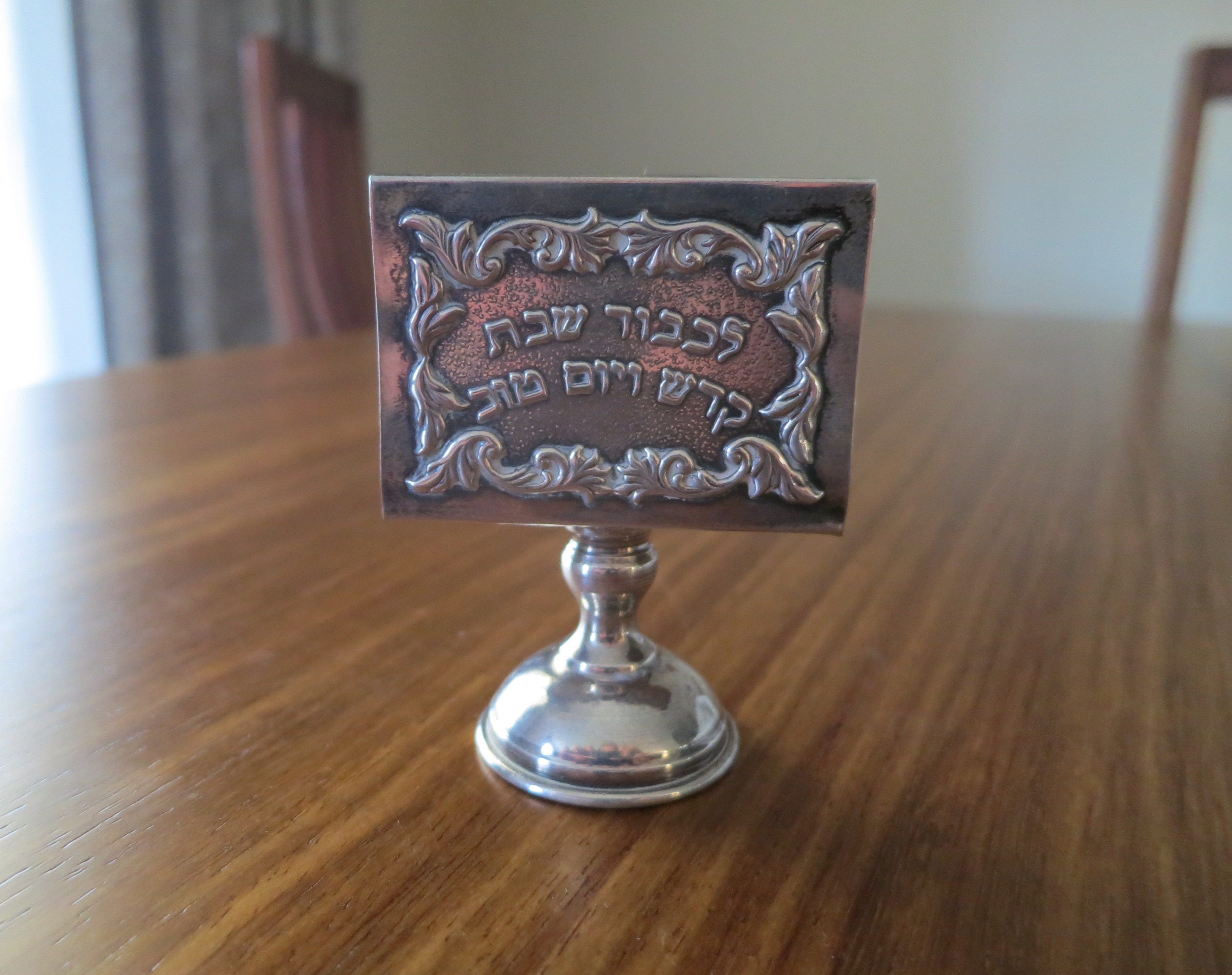
Portafiammiferi d'argento a uso rituale nello Shabbat con iscrizione in ebraico

Il Tanakh descrive le circostanze in cui una persona che è tahor, o ritualmente pura, può diventare Tamei, o ritualmente impura. Alcune di queste circostanze sono il contatto con cadaveri umani o tombe, il flusso seminale, il flusso vaginale, le mestruazioni, e il contatto con persone che sono diventate impure a causa di uno dei succitati. Nell'ebraismo rabbinico, ai Kohanim, membri della casta ereditaria che officiavano come sacerdoti al tempo del Tempio, è proibito entrare in luoghi di sepoltura (cimiteri) e toccare cadaveri.

### Purezza familiare
Un'importante sottocategoria delle leggi di purezza rituale si riferisce alla separazione delle donne durante le mestruazioni. Queste leggi sono note anche come niddah, letteralmente "separazione", o purezza familiare. Aspetto vitale della Halakhah per gli ebrei tradizionali osservanti, non lo è per gli ebrei delle correnti più liberali.
Soprattutto nell'Ebraismo ortodosso, le leggi bibliche sono potenziate da ingiunzioni rabbiniche. Ad esempio, la Torah impone che una donna nel proprio periodo mestruale normale debba astenersi da rapporti sessuali per sette giorni. Una donna il cui ciclo mestruale è prolungato, deve continuare ad astenersi per altri sette giorni dopo che l'emorragia si è fermata. I rabbini hanno fuso la niddah ordinaria con questo periodo mestruale prolungato, noto nella Torah come zavah (ebr. זבה), e ordinano che una donna non può avere rapporti sessuali col proprio marito dal momento in cui inizia il suo flusso mestruale fino a sette giorni dopo la fine. Inoltre, la legge rabbinica vieta al marito di toccare o condividere il letto con la propria moglie durante tale periodo. In seguito, la purificazione avviene mediante un bagno rituale chiamato mikveh.
Gli ebrei etiopi tradizionali tengono le donne mestruanti in capanne separate e, alla maniera dei caraiti, non permettono loro di entrare nei templi a causa della speciale santità di tali luoghi. L'emigrazione in Israele e l'influenza di altre confessioni ebraiche hanno portato gli ebrei etiopi ad adottare pratiche più normative.

### Eventi del ciclo di vita
Eventi del ciclo di vita, o riti di passaggio, si verificano nel corso di tutta l'esistenza della persona ebrea, servendo a rafforzare l'identità ebraica e a connetterla con tutta la comunità.
- Brit Milah – i bambini di sesso maschile vengono accolti nell'Alleanza attraverso il rito della circoncisione al loro ottavo giorno di vita. Al bambino è anche dato il nome ebraico durante la cerimonia. Una cerimonia di rituale parallelo per le bambine, denominata zeved habat o brit bat, gode di limitata popolarità.
- Bar mitzvah e Bat mitzvah – per gli ortodossi e alcune congregazioni conservatrici, questo passaggio dall'infanzia all'età adulta avviene quando la femmina ha dodici anni e il maschio ne ha tredici. Nel movimento riformato, ragazzi e ragazze hanno il loro bat/bar mitzvah all'età di tredici anni. Ciò viene spesso commemorato con la lettura pubblica di una "porzione" della Torah da parte dei nuovi adulti – maschi soltanto nella tradizione ortodossa.
- Matrimonio – il matrimonio è estremamente importante nel ciclo di vita ebraico. La cerimonia matrimoniale si svolge sotto una chuppah, o baldacchino nuziale, che simbolizza una casa felice. Alla fine della cerimonia, lo sposo frantuma un bicchiere col piede, a rappresentare il lutto continuo per la distruzione del Tempio e la dispersione del popolo ebraico.
- Morte e lutto – l'Ebraismo ha una pratica a varie fasi nell'osservanza del lutto. La prima fase è chiamata shiva (letteralmente "sette", osservata per una settimana) durante la quale è tradizione sedersi a casa ed essere confortati da amici e parenti; la seconda è lo shloshim (osservata per un mese) e, per coloro che hanno perso uno dei genitori, vi è una terza fase, avelut yud bet chodesh, che si osserva per undici mesi.[108]

### Sepoltura

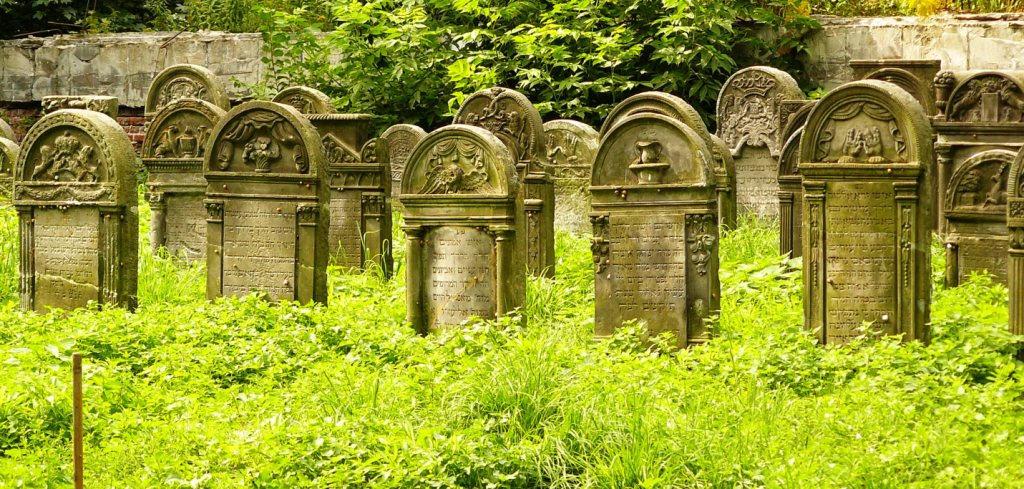
Tombe in un cimitero ebraico

Secondo la religione ebraica tutti i corpi delle persone decedute vanno sepolti nella terra secondo prescrizioni rabbiniche halakhiche; viene infatti ammesso che anche un Kohen sarebbe obbligato a seppellire un morto nel caso non vi sia nessun'altra persona presente per farlo e la stessa sepoltura deve avvenire in un luogo adibito a ciò. Nel Talmud, trattato sotah, vengono anche specificate alcune delle regole necessarie alla procedura obbligatoria per un corpo nel caso esso non venga trovato in un luogo consono alla sepoltura specificando anche i casi in cui si trovino ossa separate non costituendo più quindi il corpo nella propria interezza. Si ritiene che nell'era messianica i primi individui a resuscitare con il ritorno dell'anima nel corpo siano quelli sepolti in Terra d'Israele.

## Festività
Le festività ebraiche sono giorni speciali del calendario ebraico, che commemorano e celebrano momenti della storia degli ebrei, come anche i temi centrali nel rapporto tra Dio e il mondo, come ad esempio la creazione, la rivelazione e la redenzione.
La festività più importante è lo Shabbat è la lettura pubblica della Torah, insieme a letture correlate estratte da altri libri del Tanakh, denominate Haftarah. Nel corso di un anno, l'intera Torah viene letta, con il ciclo che ricomincia in autunno, nel giorno di Simchat Torah.

### Shabbat

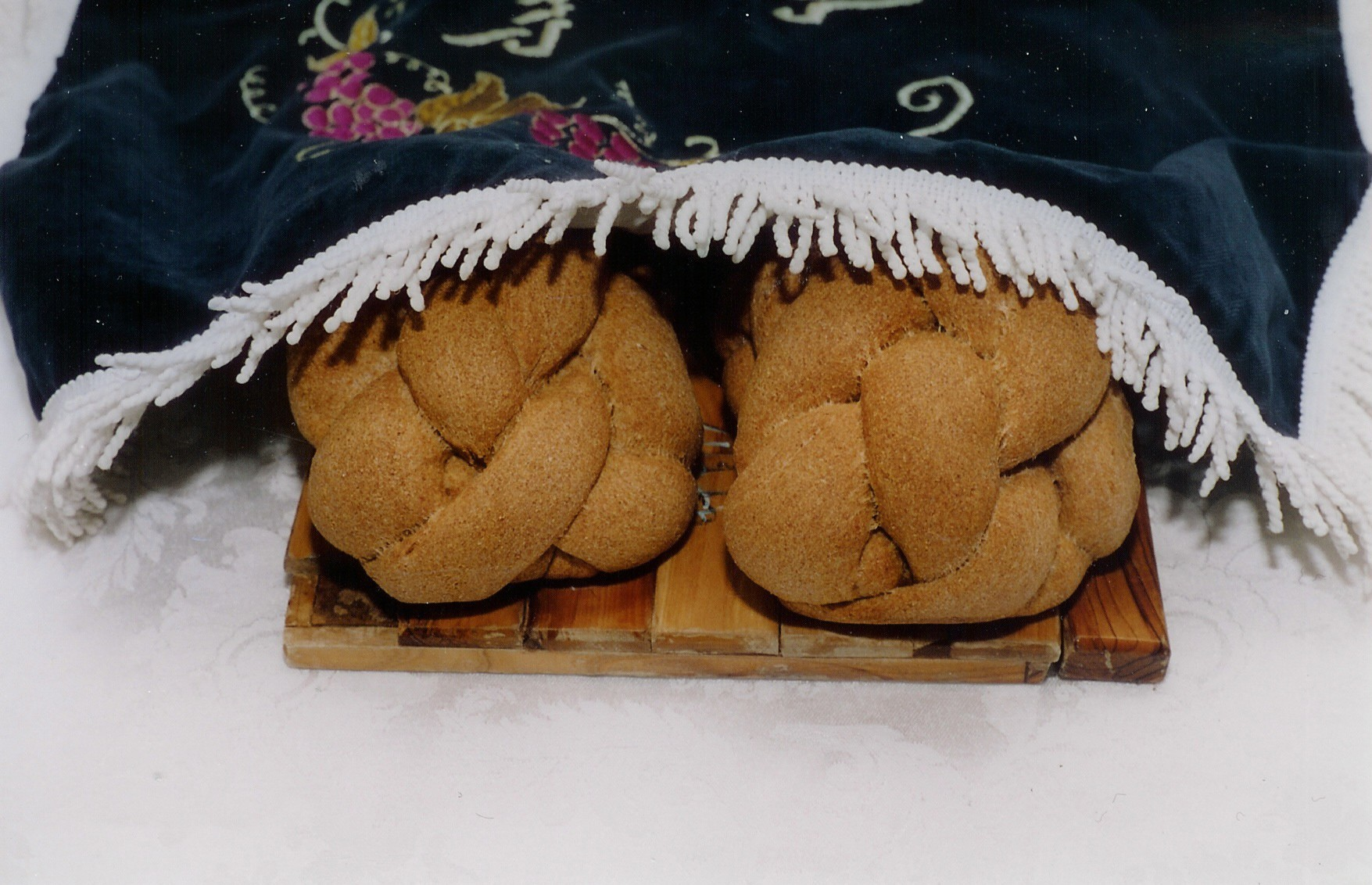
Due challot poste sotto a copertura ricamata, all'inizio del pasto di Shabbat

Shabbat, il giorno di riposo settimanale che inizia da poco prima del tramonto del venerdì sera fino al calar della notte sabato sera – commemora il riposo di Dio dopo i sei giorni della creazione. Questo giorno svolge un ruolo fondamentale nella pratica ebraica ed è regolato da un ampio corpus di legge religiosa. Al tramonto del venerdì, la donna in famiglia accoglie lo Shabbat accendendo due o più candele e recitando una benedizione. La cena inizia con il Kiddush, una benedizione recitata ad alta voce davanti a una coppa di vino e il Mohtzi, una benedizione recitata sul pane. È consuetudine avere il challah, due pani intrecciati posti sul tavolo. Durante lo Shabbat è proibito agli ebrei di esercitare qualsiasi attività che rientri nelle 39 categorie di melakhà, tradotto letteralmente come "lavoro". In realtà le attività vietate di Shabbat non sono "lavoro" nel senso usuale: comprendono azioni come accendere un fuoco, scrivere, usare denaro e trasportare in pubblico. Il divieto di accendere un fuoco è stato esteso in epoca moderna alla guida di un'auto, che coinvolge combustibile che brucia, e l'utilizzo di energia elettrica.

### Le feste di pellegrinaggio

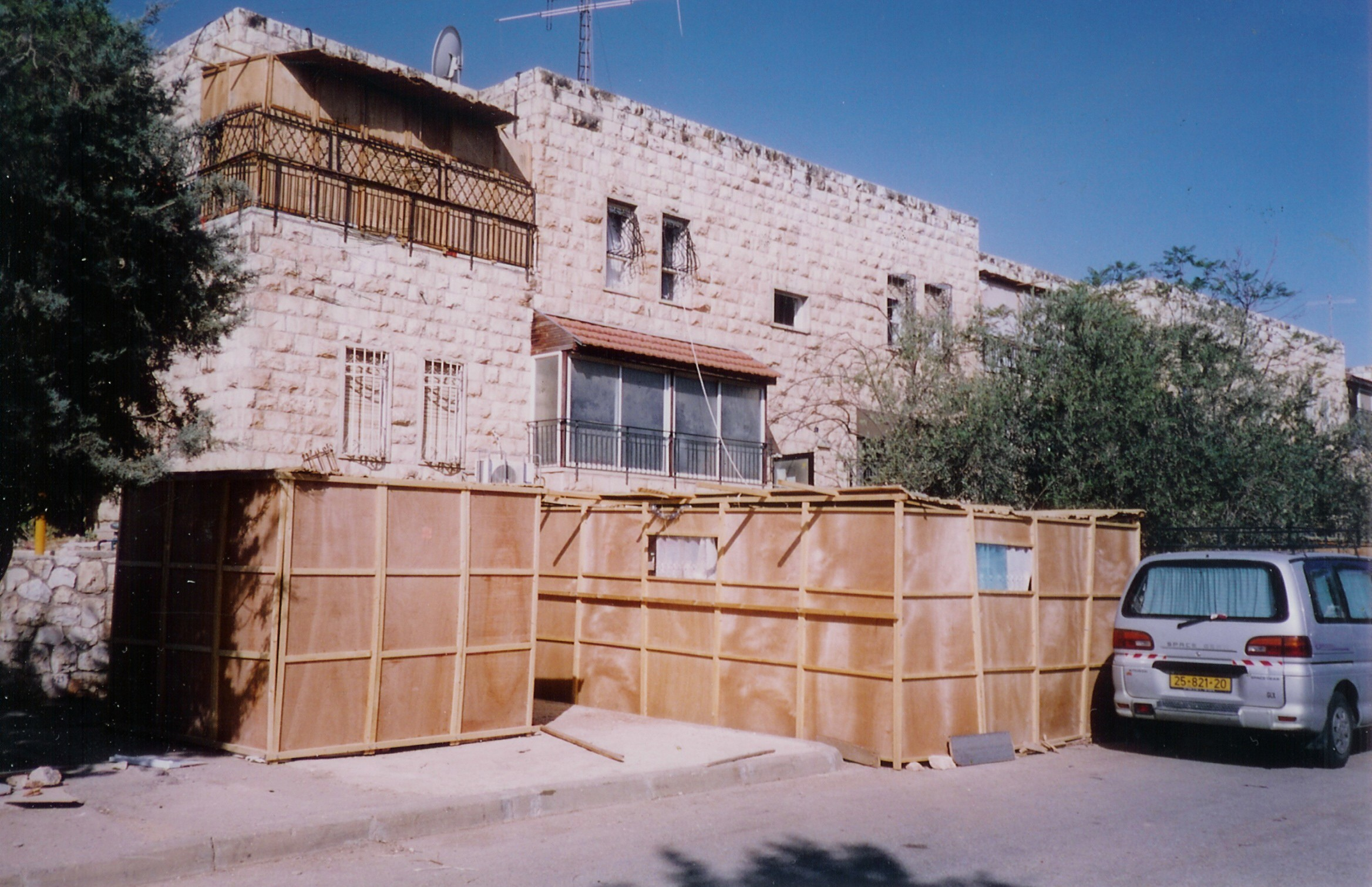
Alcune sukkot a Gerusalemme

I giorni santi ebraici (chaggim) celebrano eventi significativi della storia ebraica, come ad esempio l'esodo dall'Egitto e il dono della Torah, e talvolta segnano il cambiamento delle stagioni e transizioni nel ciclo agricolo. I tre principali festival, Sukkot, Pesach e Shavuot, sono chiamati "regalim" (derivato dalla parola ebraica "regel", piede). Durante i tre regalim, era consuetudine per gli Israeliti fare pellegrinaggi a Gerusalemme per offrire sacrifici nel Tempio di Gerusalemme.
- Pesach (Pasqua) è una settimana di festività che inizia alla sera del giorno 14 di Nisan (il primo mese del calendario ebraico), che ricorda l'Esodo dall'Egitto. Fuori di Israele, Pesach viene celebrata per otto giorni. Nei tempi antichi, coincideva con la mietitura dell'orzo. È l'unica festa che si incentra su celebrazione domestica, il Seder di Pesach. Prodotti lievitati (chametz) vengono rimossi dalla propria casa prima della festività e non sono consumati per tutta la settimana. Le case sono accuratamente pulite per assicurarsi che non rimanga nessun prodotto di pane e affini, e le ultime briciole di chametz vengono bruciate simbolicamente la mattina del Seder. Al posto del pane si mangia la matzah.
- Shavuot ("Pentecoste" o "Festa delle Settimane") celebra la rivelazione della Torah agli Israeliti sul Monte Sinai. Nota anche come Festival dei Bikurim, o primi frutti, in tempi biblici coincideva con la raccolta del grano. Le tradizioni dello Shavuot includono maratone notturne di studio dette Tikkun Leil Shavuot, con la consumazione di latticini, letture del Libro di Rut, decorazioni di case e sinagoghe con piante, e abiti bianchi che simboleggiano la purezza.
- Sukkot ("Tabernacoli" o "Festival delle Capanne") commemora i quaranta anni che gli Israeliti passarono vagando per il deserto verso la Terra Promessa. La ricorrenza viene celebrata con la costruzione di capanne temporanee dette sukkot (sing. sukkah) che rappresentano i rifugi mobili costruiti durante le peregrinazioni nel deserto. Coincide con la raccolta della frutta e segna la fine del ciclo agricolo. Ebrei di tutto il mondo mangiano dentro sukkot per sette giorni e sette notti. Sukkot si conclude con Shemini Atzeret, in cui gli ebrei iniziano a pregare per la pioggia, e con Simchat Torah, "Gioire della Torah", una festa che segna la fine del ciclo di letture bibliche e il nuovo inizio di tale ciclo. L'evento è celebrato cantando e danzando coi rotoli della Torah. Shemini Atzeret e Simchat Torah sono considerate festività separate e non parte di Sukkot.[110]

### Le Grandi Ricorrenze

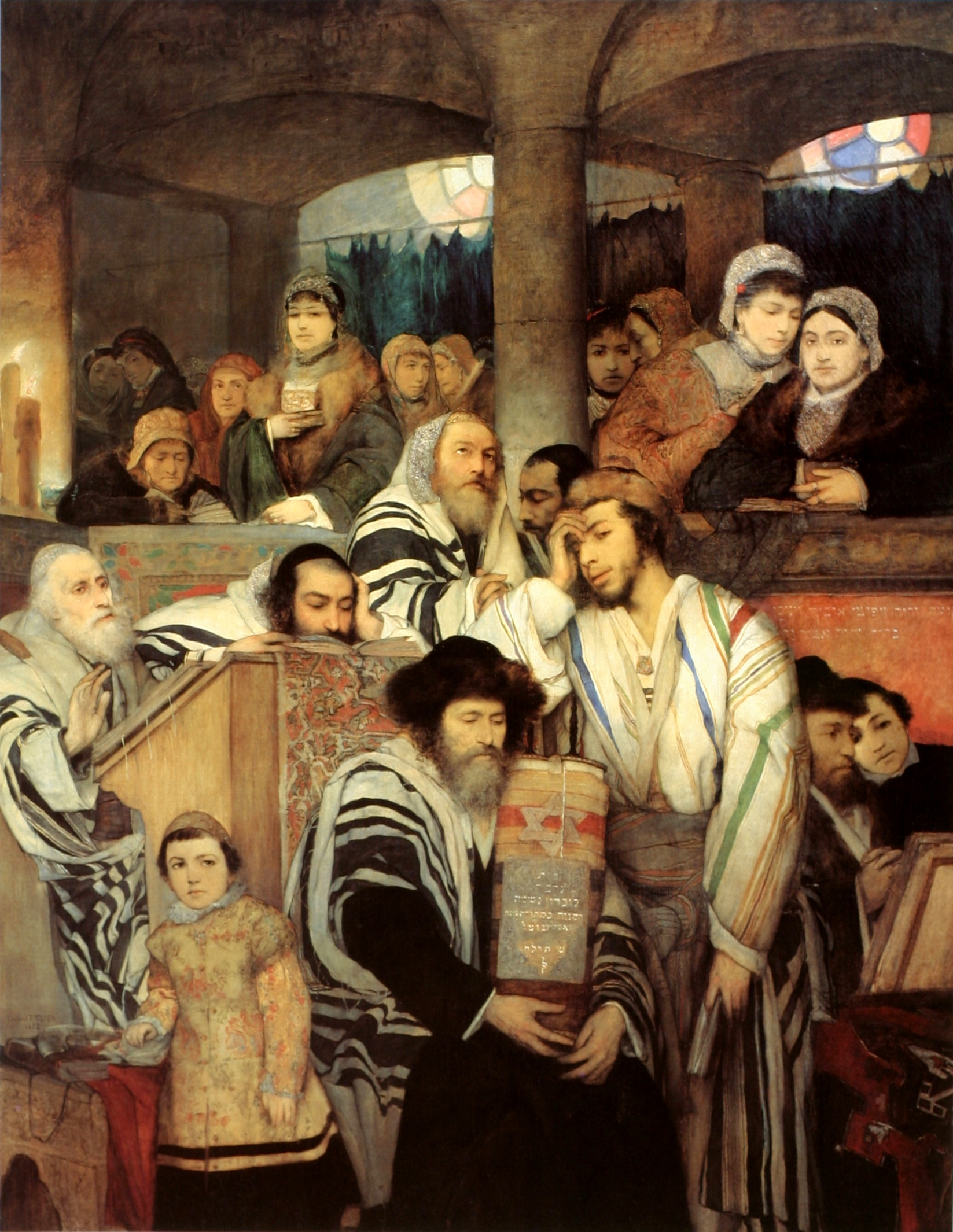
Ebrei che pregano in sinagoga durante Yom Kippur, da dipinto di Maurycy Gottlieb (1878)

Le Grandi Ricorrenze (ebr. ימים נוראים, Yamim Noraim o "Giorni di timore reverenziale") ruotano attorno a giudizio e perdono.
- Rosh Hashanah, (anche Yom Ha-Zikkaron o "Giorno della Rimembranza" e Yom Teruah, o "Giorno del suono dello Shofar"). Rosh Hashanah segna il Nuovo Anno ebraico (letteralmente, "capo d'anno"), sebbene caschi nel primo giorno del settimo mese del calendario ebraico, Tishri. Con Rosh Hashanah inizia un periodo di 10 giorni di espiazione che portano allo Yom Kippur, durante il quale agli ebrei è imposto di esaminarsi e fare ammenda per i peccati commessi, intenzionalmente o no, in tutto l'anno. Le tradizioni della festività includono suonare lo shofar (il corno di montone) nella sinagoga, mangiare mele e miele e recitare benedizioni su una varietà di cibi simbolici, come le melegrane.
- Yom Kippur, ("Giorno dell'Espiazione") è il giorno più sacro dell'anno ebraico. È un giorno di digiuno e preghiera comunitaria per il perdono dei propri peccati. Gli ebrei osservanti trascorrono l'intera giornata nella sinagoga, a volte con una breve pausa nel pomeriggio, recitando le preghiere lette da uno speciale libro di preghiere festive chiamato "Machzor". Molti ebrei non religiosi si impegnano a frequentare i servizi sinagogali e il digiuno a Yom Kippur. Alla vigilia di Yom Kippur, prima che le candele siano accese, si consuma un pasto predigiuno, il seuda mafseket. I servizi di sinagoga alla vigilia di Yom Kippur iniziano con la preghiera Kol Nidre. È abitudine vestirsi di bianco per Yom Kippur, soprattutto al Kol Nidre, e non si portano scarpe di cuoio. Il giorno seguente, si recitano preghiere dalla mattina alla sera. Il servizio di preghiera finale, chiamato "Ne'ilah", si conclude con una lunga suonata di shofar.[111]

### Purim

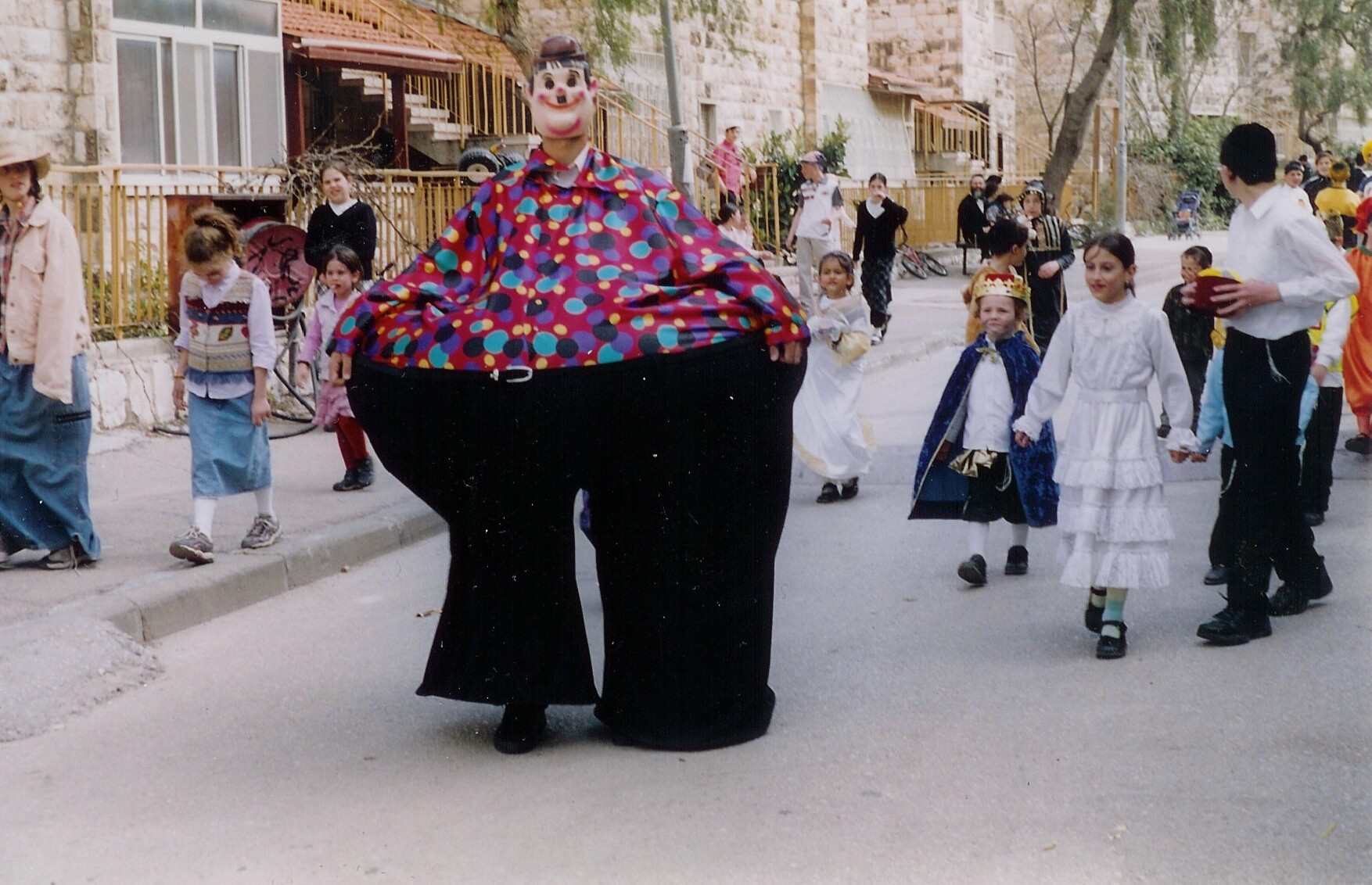
Scena di Purim in una strada di Gerusalemme

Purim (ebraico:  Pûrîm "tiro a sorte") è una festa gioiosa che commemora la liberazione degli ebrei persiani dai complotti del malvagio Haman, che cercò di sterminarli, come narrato nel libro biblico di Ester. Festa caratterizzata da una recitazione pubblica del Libro di Ester, da doni reciproci di cibi e bevande, di carità ai poveri e di un pasto celebrativo (Ester 9:22). Altre costumanze includono bere vino, mangiare dolci speciali chiamati hamantashen, vestirsi in maschere e costumi e organizzare carnevali e feste.
Si celebra Purim ogni anno, il 14 del mese ebraico di Adar, che si verifica nel mese di febbraio o marzo del calendario gregoriano.

### Hanukkah
Hanukkah (in ebraico חֲנֻכָּה‎?, "dedica") nota anche come Festival delle Luci, è una festività ebraica di otto giorni che inizia il 25 di Kislev (calendario ebraico). Il festival viene osservato nelle case ebraiche accendendo le luci in ognuna delle otto notti, una nella prima notte, due nella seconda e così via.
La festività è stata chiamata "Hanukkah" (che significa "dedica"), perché segna la ridedicazione del Tempio dopo la profanazione di Antioco IV Epifane. Spiritualmente, Hanukkah commemora il "Miracolo dell'olio": secondo il Talmud, alla ridedicazione del Tempio di Gerusalemme dopo la vittoria dei Maccabei contro l'Impero Seleucide, c'era olio consacrato sufficiente ad alimentare la fiamma eterna del tempio solo per un giorno. Miracolosamente, l'olio bruciò per otto giorni - che fu la lunghezza di tempo impiegato per spremere, preparare e consacrare l'olio nuovo.
Hanukkah non è menzionata nella Bibbia e non è mai stata considerata una festa importante nell'Ebraismo, ma è diventata molto più visibile e ampiamente celebrata in tempi moderni, soprattutto perché cade intorno nello stesso periodo del Natale e ha sfumature ebraiche nazionali che sono state enfatizzate dopo la creazione dello Stato d'Israele.

### Festività minori
Tisha b'Av (in ebraico תשעה באב‎? o ט׳ באב‎, "il Nove di Av") è un giorno di "lutto" e digiuno che commemora la distruzione del Primo e Secondo Tempio, e successivamente l'espulsione degli ebrei dalla Spagna.
Le ricorrenze moderne di Yom HaShoah (Giorno di Rimembranza dell'Olocausto) e Yom HaAtzmaut (Giorno d'Indipendenza di Israele) rispettivamente commemorano gli orrori della Shoah e l'Indipendenza di Israele.

## Ruoli religiosi e spirituali

### Sacerdozio classico
Il ruolo del sacerdozio nell'Ebraismo è notevolmente diminuito dalla distruzione del Secondo Tempio nel 70 d.C., quando i sacerdoti servivano il Tempio e offrivano sacrifici. Il sacerdozio è una posizione ereditaria e anche se non hanno più nessuno dei doveri cerimoniali, sono tuttora onorati in molte comunità ebraiche. Le comunità ebraiche ortodosse credono che saranno ancora necessari per un futuro Terzo Tempio e devono rimanere preparati per compiti futuri.
- Kohen (sacerdote) - discendente patrilineare di Aronne, fratello di Mosè. Nel Tempio, i kohanim avevano il compito di offrire i sacrifici. Oggi il Kohen è il primo a essere chiamato in sinagoga a leggere la Torah, impartisce la Benedizione Sacerdotale, oltre a soddisfare altre leggi e cerimonie uniche, tra cui la cerimonia della riscatto del primogenito (Pidyon HaBen).
- Levi (Leviti) - discendente patrilineare di Levi, figlio di Giacobbe. Nel Tempio di Gerusalemme, i Leviti cantavano i Salmi, eseguivano costruzioni, manutenzioni, pulizie e compiti di guardia, assistevano i sacerdoti e talvolta interpretavano la legge e i rituali del Tempio per il pubblico. Oggi, il levita viene richiamato come secondo alla lettura della Torah.

### Lettori

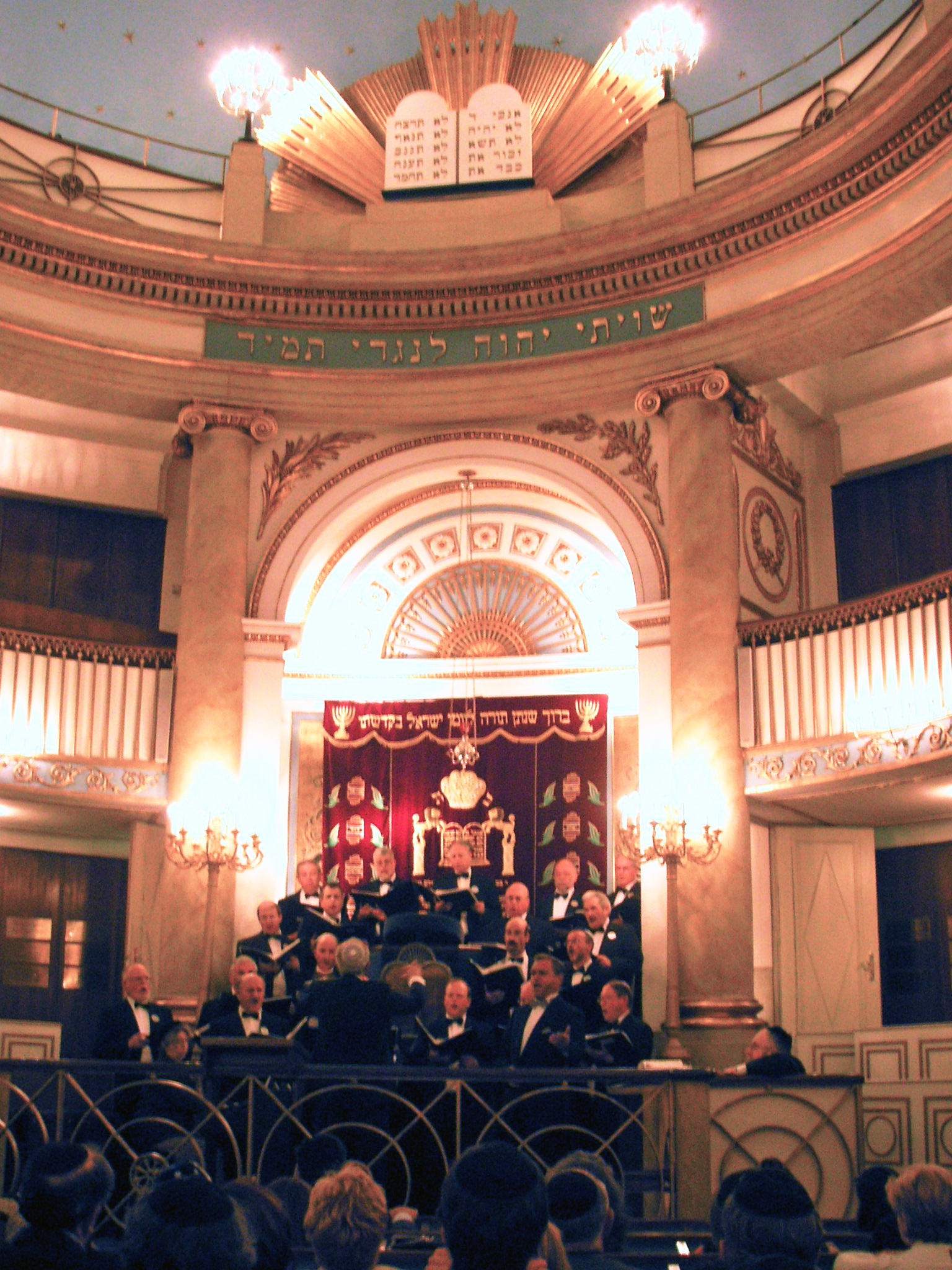
Concerto di cantori alla Sinagoga Stadttempel di Vienna

Dall'epoca della Mishnah e Talmud a oggi, l'Ebraismo ha richiesto specialisti o autorità solo per la pratica di pochi rituali o cerimonie. Un ebreo è in grado di soddisfare la maggior parte dei requisiti di preghiera da se stesso. Alcune attività — come leggere Torah e haftarah (una porzione supplementare tratta dai Profeti o dalle Scritture, la preghiera per il lutto, le benedizioni per lo sposo e la sposa, il ringraziamento completo dopo i pasti — richiedono un minian, cioè la presenza di dieci ebrei.
Il clero professionale più comune in un sinagoga è rappresentato da:
- Il rabbino di una congregazione - studioso ebreo che ha il compito di rispondere alle domande giuridiche di una congregazione. Questo ruolo richiede l'ordinazione (semikhah) da parte di un'autorità riconosciuta dalla congregazione (cioè da un rispettato rabbino ortodosso o, se la congregazione è conservatrice o riformata, da seminari accademici). Una congregazione non richiede necessariamente un rabbino. Alcune congregazioni hanno un rabbino, ma consentono anche ai membri della congregazione di agire come shatz o kriyah baal (vedi sotto).
  - Rebbe chassidico - rabbino che è a capo di una dinastia.
- Chazzan (cantore) - un vocalista appropriatamente addestrato, che agisce come shatz. Scelto per la sua buona voce, conoscenza delle melodie tradizionali, comprensione del significato delle preghiere e sincerità nel recitarle. Una congregazione non necessita di uno chazzan dedicato esclusivamente alla singola sinagoga.

Servizi di preghiera ebraici comprendono due ruoli specifici, che sono a volte, ma non sempre, svolti da un rabbino e/o chazzan in molte congregazioni. In altre congregazioni questi ruoli sono svolti su una base ad hoc dai membri della congregazione che conducono porzioni di servizi a rotazione:
- Shaliach tzibur o Shatz (guida — letteralmente "agente" o "rappresentante" — della congregazione) guida l'assemblea alla preghiera e a volte prega a nome della comunità. Quando uno Shatz recita una preghiera a nome della congregazione, non agisce in qualità di intermediario, ma piuttosto come un facilitatore. L'intera comunità partecipa all'offerta di tali preghiere dicendo amen alla conclusione; è con questo atto che la preghiera dello Shatz diventa la preghiera della congregazione. Qualsiasi adulto capace di recitare in modo chiaro le preghiere può agire come Shatz. In congregazioni ortodosse e alcune congregazioni conservatrici, solo gli uomini possono essere i leader di preghiera, ma tutta la comunità ebraica progressiva (liberali, riformati e ricostruzionisti) ora permette alle donne di servire in questa funzione.
- Il Baal kriyah o baal koreh (maestro della lettura) legge la porzione settimanale della Torah. I requisiti per essere il baal kriyah sono gli stessi dello shatz. Questi ruoli non si escludono a vicenda. La stessa persona è spesso qualificata a svolgere più di un ruolo, e spesso lo fa. Spesso ci sono varie persone capaci di assumere questi ruoli e diversi servizi (o parti di servizi) sono guidati da ciascuno di loro nel corso delle funzioni liturgiche.

Molte congregazioni, specie quelle numerose, si servono di un
- Gabbai (sagrestano) - Chiama i fedeli alla Torah, nomina lo Shatz per ogni sessione di preghiera se non c'è lo Shatz fisso, e si rende certo che la sinagoga sia tenuta pulita e rifornita.

Le tre posizioni precedenti sono di solito volontarie e considerate un onore. Dal tempo dell'Illuminismo (Haskalah) le grandi sinagoghe hanno spesso adottato la pratica di assumere rabbini e chazzan in qualità di Shatz e baal kriyah, e ciò è ancora tipicamente il caso in molte congregazioni conservatrici e riformate. Tuttavia, nella maggior parte delle sinagoghe ortodosse, queste posizioni sono assunte da laici a rotazione o ad hoc. Sebbene la maggior parte congregazioni impieghino uno o più rabbini, l'uso di uno chazzan professionale è generalmente in declino nelle congregazioni americane e l'uso di professionisti per altri uffici religiosi è ancora più raro.

### Ruoli religiosi speciali
- Dayan (giudice) - Un rabbino ordinato con formazione giuridica speciale, che appartiene a un Beth Din (tribunale rabbinico). In Israele, i tribunali religiosi gestiscono matrimoni e casi di divorzio, conversioni e controversie finanziarie della comunità ebraica.
- Mohel (circoncisore) - Esperto di leggi sulla circoncisione, che ha ricevuto una formazione/addestramento da un mohel precedentemente qualificato e svolge la cerimonia del Brit Milah (circoncisione).
- Shochet (macellaio rituale) - Perché la carne sia kosher, deve essere macellata da uno shochet che sia esperto di leggi kasherut e sia stato addestrato da un altro shochet.[113]
- Sofer (scriba) - i rotoli della Torah, i tefillin (filatteri), le mezuzot (scrolli affissi agli stipiti) e i gittin (documenti del divorzio) devono essere scritti da un sofer che sia esperto di calligrafia ebraica, con addestramento rigoroso sulle leggi della scrittura di testi sacri.
- Rosh Yeshivah - Uno studioso di Torah che dirige una yeshiva.
- Mashghiah della Yeshivah - A seconda della yeshivah, può essere sia la persona responsabile di garantire la partecipazione e la correttezza dei comportamenti degli studenti, sia di supervisionare il loro benessere emotivo e spirituale nonché dare lezioni di Mussar (etica ebraica).
- Mashghiah - Controlla i produttori di cibo kosher, gli importatori, i ristoratori e ristoranti per assicurare che il cibo sia sempre kosher. Deve essere un esperto delle leggi di kasherut e addestrato da un rabbino, se non un rabbino egli stesso.[113]

## Il rapporto con le altre religioni

### Ebraismo e cristianesimo
L'Ebraismo pone enfasi sulla giusta condotta (o ortoprassi), concentrandosi principalmente su come ottemperare l'Alleanza Mosaica che il Dio unico di Israele, il Dio di Abramo, di Isacco e di Giacobbe, ha fatto con gli Israeliti, come scritto nella Torah e nel Talmud. Il Cristianesimo pone enfasi sulla corretta professione di fede (o ortodossia), concentrandosi principalmente sul Nuovo Testamento che Dio ha stabilito tramite Gesù. In altre parole, i cristiani ricercano una salvezza (o redenzione) "individuale" tramite il ravvedimento da una vita di peccato e l'accettazione di Gesù Cristo come loro unico Salvatore, per grazia e nella fede; in molte confessioni del cristianesimo anche i rituali e i sacramenti acquisiscono un ruolo centrale come espressioni della Nuova Alleanza con Dio.
Gli ebrei, individualmente e collettivamente, partecipano in un dialogo eterno col Dio vivente di Israele tramite la tradizione, i rituali, le preghiere e le azioni etiche che esprimono l'alleanza della loro nazione con Dio.
La corrente principale del Cristianesimo adora la Trinità (il Dio uno e trino), e afferma che Dio abbia assunto la condizione umana nella persona di Gesù Cristo. L'Ebraismo proclama - da 4 000 anni fino a oggi - l'unità di Dio, e rifiuta in assoluto - da quando è nato il Cristianesimo o almeno dalle sue prime formulazioni dogmatiche vincolanti - l'idea di un Dio che assuma la natura umana.

### Ebraismo e Islam
Le due religioni condividono simili valori, principi e linee guida. L'Islam incorpora anche la storia ebraica come parte della propria. I musulmani considerano i Figli di Israele un importante concetto religioso dell'Islam. Mosè, il profeta più importante dell'Ebraismo, è considerato profeta anche dell'Islam. Mosè viene citato nel Corano più di qualsiasi altro personaggio e la sua vita è raccontata e dettagliata più di qualsiasi altro profeta. Ci sono circa 43 riferimenti agli Israeliti nel Corano (escludendo i singoli profeti), e molti anche nei ḥadīth. Autorità rabbiniche successive e studiosi ebrei come Maimonide discutono la relazione tra Legge islamica e Legge ebraica. Maimonide stesso, si afferma, è stato influenzato dal pensiero giuridico islamico.
Poiché Islam ed Ebraismo condividono origini comuni nel Vicino Oriente tramite Abramo, entrambi sono considerate religioni abramitiche. Esistono molti aspetti comuni tra le due religioni: l'Islam fu fortemente influenzato dell'Ebraismo nella sua visione religiosa fondamentale, nella struttura, giurisprudenza e pratica. A causa di questa somiglianza, e anche per l'influenza della cultura e filosofia islamica sulla comunità ebraica nell'ambito del mondo islamico, c'è stata una notevole sovrapposizione fisica, teologica e politica, che continua a esistere tra le due fedi da circa 1 400 anni.

### Movimenti sincretici
Esistono dei movimenti che combinano elementi di ebraismo con quelli di altre religioni. Quello più conosciuto è il Giudaismo messianico, nato negli anni 1960 e che unisce elementi di teologia evangelica cristiana con terminologia e rituale ebraici.
Il movimento afferma che Gesù è il messia ebreo e che forma parte della Trinità, e la salvezza può solo essere ottenuta con l'accettazione di Gesù come proprio redentore. Alcuni membri del movimento sono "etnicamente ebrei" e sostengono che il Giudaismo messianico sia una setta dell'Ebraismo. Organizzazioni e movimenti religiosi ebraici rifiutano questa asserzione, affermando che il Giudaismo messianico è una setta cristiana.
Altri esempi di sincretismo sono il Giudeopaganesimo, un gruppo di ebrei liberamente organizzati che incorporano credenze pagane o wicca con alcune pratiche religiose ebraiche, come il giudaismo messianico; i buddisti ebrei o Jubus, altro gruppo liberamente organizzato, che incorpora elementi di spiritualità asiatica; il Rinnovamento giudaico che prende in prestito liberamente e apertamente dal buddismo, sufismo, dalle religioni native americane e da altre fedi.
Il Kabbalah Centre, che impiega docenti di varie confessioni religiose, è un movimento New Age che afferma di divulgare la Cabala, parte del misticismo esoterico ebraico.

## Il nome di Dio
Gli ebrei ritengono che il nome di Dio non si debba pronunciare, per questo il Tetragramma YHWH viene pronunciato come Ado-nai ("mio Signore") o HaShem (il Nome).
Sebbene in altri credo religiosi siano presenti alcune forme di scrittura e pronuncia, secondo l'Ebraismo è proibita ogni forma di pronuncia del Nome eccelso ad esclusione dei casi ammessi e concessi al Kohen Gadol; la scrittura dello stesso può avvenire solo in ambito religioso ed è cosa permessa solo a un Sofer, uno scriba che usualmente compie bagni di purificazione, la Tevilah, prima della stesura sia su un Sefer Torah, sia su pergamene come le Mezuzzot. È possibile poi trovare la stampa del Tetragramma su testi di studio o sul Siddur delle preghiere: nel caso poi non si voglia più utilizzare oggetti liturgici o testi sacri logori dall'uso e dal tempo, essi vengono usualmente portati dai fedeli a persone addette alla Ghenizah.
La Halakhah prescrive che il nome sia pronunciato come Adonai (quest'ultimo è anch'esso considerato un nome sacro, da usarsi solamente durante le preghiere); prescrivendo anche che per farvi riferimento si debba usare la forma impersonale HaShem ("il Nome").
Dato che nella lingua ebraica non si scrivono le vocali, il Tetragramma biblico è costituito unicamente da consonanti; poiché esso non viene pronunciato, la corretta vocalizzazione (l'interpolazione di vocali alle consonanti) delle quattro lettere del tetragramma è andata col tempo perduta. Inoltre, delle quattro consonanti che compongono il tetragramma, due hanno un suono semivocalico, e tre possono anche essere mute, nella pronuncia (matres lectionis): pertanto si potrebbe anche arrivare, paradossalmente, a ipotizzare una pronuncia unicamente vocalica, quasi come una emissione ininterrotta del fiato. L'Ebraismo ritiene persa la corretta pronuncia del nome sacro: da ciò è nata, a partire dal XVI secolo e soprattutto da parte di studiosi cristiani, una ricerca approfondita e vasta, tuttora in discussione.

## I movimenti più diffusi
Oggi i movimenti religiosi ebraici più consistenti sono l'Ebraismo ortodosso (Haredi e Ebraismo ortodosso moderno), l'Ebraismo conservatore e l'Ebraismo riformato. Le fonti maggiori di differenza tra questi gruppi sono i rispettivi approcci alla Legge ebraica, l'autorevolezza della Tradizione rabbinica e l'importanza dello Stato di Israele. L'Ebraismo ortodosso afferma che la Torah e la Legge ebraica sono di origine divina, eterne e inalterabili, e che debbano essere osservate rigorosamente.
L'ebraismo conservatore e riformato è più liberale: i conservatori generalmente promuovono un'interpretazione più "tradizionale" dei requisiti ebraici di quanto non facciano i riformati. Una posizione tipica dei riformati è che la legge ebraica debba essere interpretata come una serie di linee di guida generiche piuttosto che una serie di restrizioni e obblighi imposti su tutti gli ebrei. Nella storia, tribunali speciali (Beth Din) applicavano la legge ebraica; oggigiorno, tali tribunali persistono ma la pratica dell'Ebraismo è in gran parte volontaria. L'autorità sulle materie teologiche e giuridiche non viene assegnata a persone o organizzazioni, ma ai testi sacri e ai rabbini e studiosi che li interpretano.

## Demografia
Gli ebrei sono un gruppo etnoreligioso e include ebrei di nascita e di conversione. Nel 2012, la popolazione ebraica mondiale è stata stimata a circa 14 milioni, o intorno al 0,2% della popolazione mondiale totale. Circa il 42% di tutti gli ebrei risiede in Israele e il 42% negli Stati Uniti e Canada, con la rimanenza in Europa e minoranze sparse in tutto il mondo, tra America Latina, Asia, Africa e Australia. In modo generale, si può dire che l'Ebraismo si sia diffuso in tutto il mondo soprattutto a seguito della dispersione degli ebrei iniziata all'epoca dell'Impero romano (diaspora)..

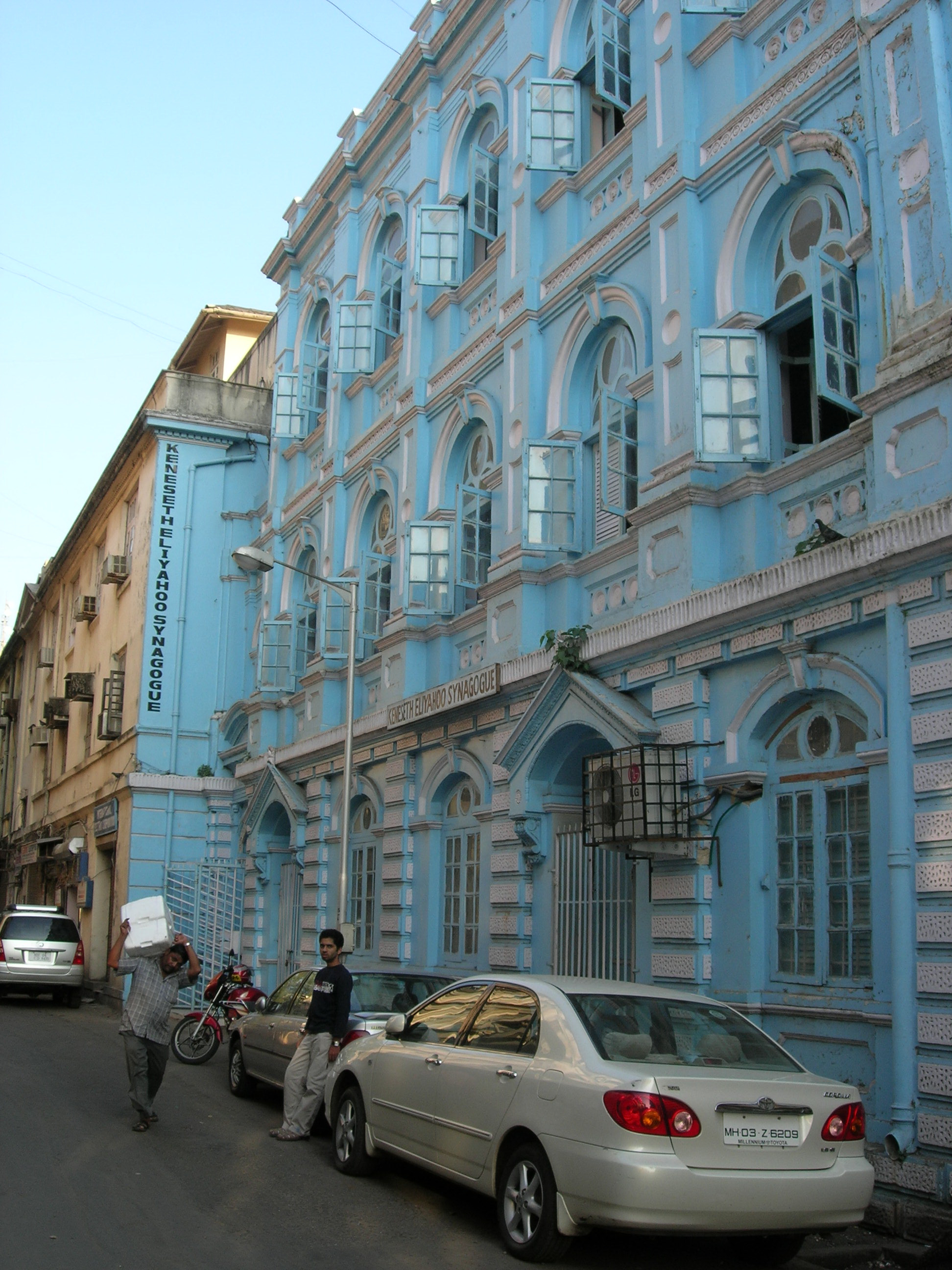
L'ebraismo viene osservato in tutte le parti del mondo, come per esempio alla sinagoga di Mumbai

Nazioni come gli Stati Uniti, Israele, Canada, Regno Unito, Argentina e Sudafrica contengono una popolazione ebraica numerosa. La pratica religiosa varia grandemente, a seconda dei livelli di osservanza. Secondo l'edizione 2001 del National Jewish Population Survey, nell'ambito della comunità ebraica statunitense — la seconda più grande del mondo — 4,3 milioni di ebrei su 5,1 milioni hanno una qualche connessione alla propria religione. Di tale popolazione "connessa", 80% partecipa in qualche modo alle pratiche religiose ebraiche, ma solo 48% appartiene a una sinagoga, e meno del 16% frequenta regolarmente.

### Dati statistici
È difficile valutare il numero totale degli ebrei nel mondo, perché la definizione di "chi è un ebreo" è problematica; non tutti gli ebrei si identificano come ebrei, e alcuni che si identificano come ebrei non sono considerati così da altri ebrei. Secondo il Jewish Year Book ("Annuario Ebraico", 1901), la popolazione ebraica mondiale nel 1900 era di circa 11 milioni. Gli ultimi dati disponibili sono quelli del "World Jewish Population Survey (Sondaggio della popolazione ebraica mondiale)" del 2002 e del Calendario Annuale Ebraico (2005). Nel 2002, secondo il citato sondaggio, esistevano 13,3 milioni di ebrei in tutto il mondo. Il Calendario Ebraico cita 14,6 milioni. La crescita della popolazione ebraica è attualmente vicina allo zero per cento, con il 0,3% di crescita 2000-2001.
I tassi di natalità per gli ebrei americani sono scesi a 2,0-1,7. (il tasso di sostituzione è 2,1) I tassi dei matrimoni misti vanno dal 40-50% negli Stati Uniti, e solo circa un terzo dei figli di coppie miste sono allevati come ebrei. A causa di matrimoni misti e di bassi tassi di natalità, la popolazione ebraica negli Stati Uniti si è ridotta da 5,5 milioni nel 1990 a 5,1 milioni nel 2001. Questo è indicativo delle tendenze demografiche generali nell'ambito della comunità ebraica diasporica, ma un'enfasi sulla popolazione totale oscura il trend di crescita in alcune denominazioni e comunità, come gli haredi. Il movimento Baal teshuva è un movimento di ebrei che sono "ritornati" alla religione o diventati più osservanti.

### Diffusione geografica

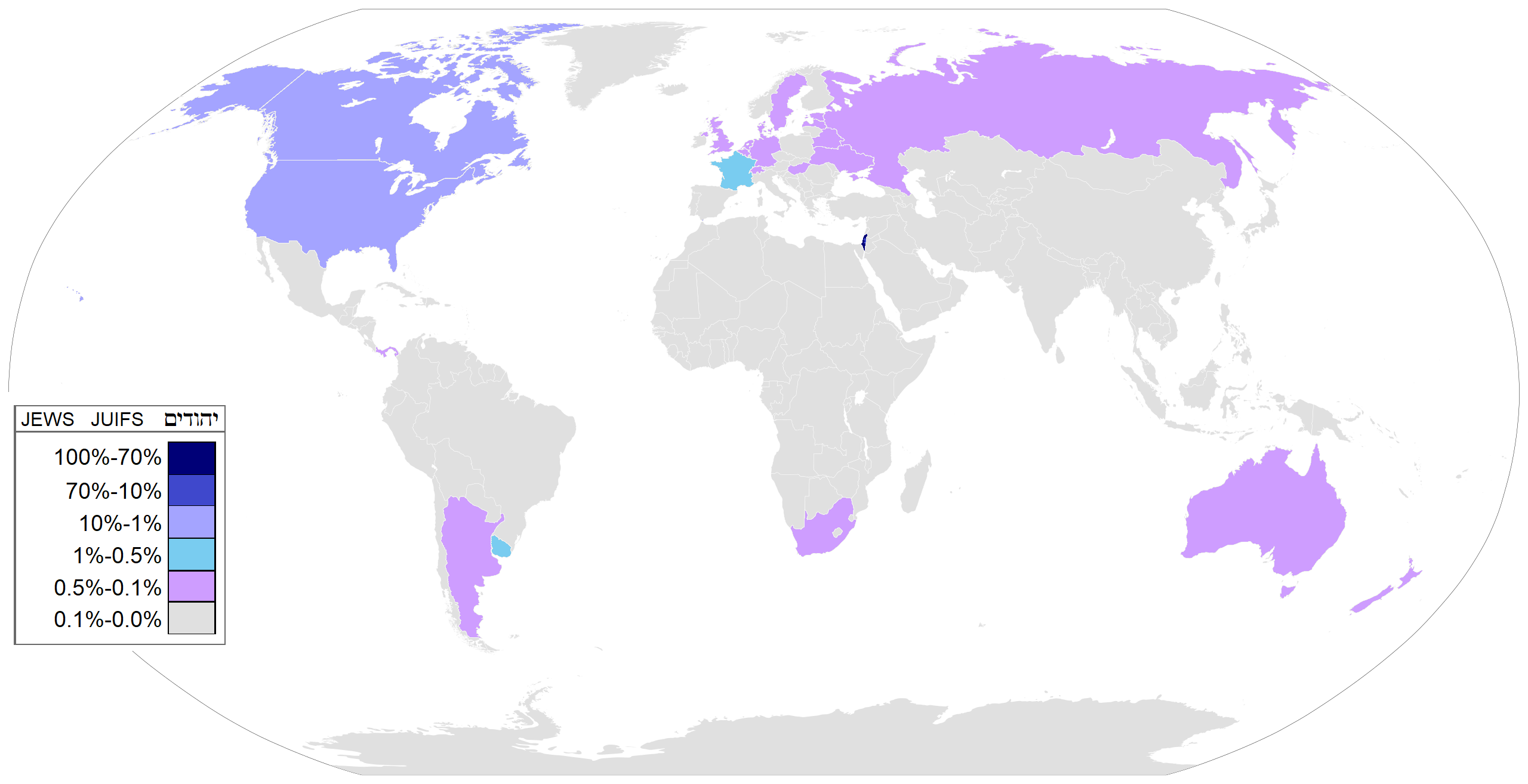
Ebrei nel mondo

Gli ebrei nel mondo sono circa 13 milioni e sono distribuiti in più di cento paesi; di questi, Israele è l'unico paese in cui l'Ebraismo costituisce la religione della maggioranza degli abitanti.
Le comunità ebraiche più numerose si trovano negli USA e in Europa, dove il Paese con il maggior numero di ebrei è la Francia con 600 000 appartenenti, e la presenza ebraica è forte anche in Russia, in Asia, nell'America Latina e in Australia.
| Nazionalità  | Residenti       |
| ------------ | --------------- |
| Israele      | 6.700.000       |
| Stati Uniti  | 6.400.000       |
| Francia      | 492 000         |
| Canada       | 373 000         |
| Regno Unito  | 297 000         |
| Russia       | 228 000         |
| Argentina    | 184 000         |
| Ungheria     | 120 000         |
| Germania     | 118 000         |
| Australia    | 103 000         |
| Cina         | 100 000-140 000 |
| Brasile      | 96 000          |
| Ucraina      | 80 000          |
| Palestina    | 80 000          |
| Sudafrica    | 72 000          |
| Bielorussia  | 45 000          |
| Messico      | 40 000          |
| Italia       | 35 000-38 000   |
| Belgio       | 32 000          |
| Turchia      | 18 000-30 000   |
| Paesi Bassi  | 18 000-30 000   |
| Cile         | 21 000          |
| Iran         | 11 000-35 000   |
| Etiopia      | 12 000-22 000   |
| Azerbaigian  | 20 000          |
| Uruguay      | 20 000          |
| Svizzera     | 18 000-20 000   |
| Spagna       | 12 000-20 000   |
| Svezia       | 18 000          |
| Polonia      | 10 000-20 000   |
| Marocco      | 8 000           |
| India        | 5 000           |
| Tunisia      | 1 500           |
| Bolivia      | 200             |
| Turkmenistan | 1               |

### Presenza in Italia

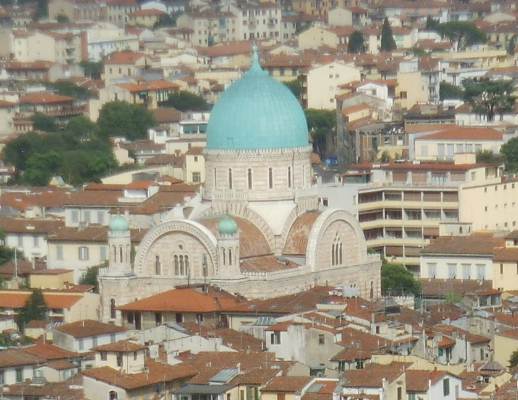
La sinagoga di Firenze nel panorama cittadino

La comunità ebraica italiana trae le sue origini nel II secolo a.C., quando i primi ebrei arrivarono a Roma grazie all'intenso scambio commerciale nel Mediterraneo. Già nel I secolo la comunità ebraica romana era fiorente e stabile tant'è che poté riscattare gli ebrei fatti schiavi durante l'assedio di Gerusalemme del 70. La maggioranza degli ebrei italiani di conseguenza non appartiene a nessuno dei due gruppi rituali maggiori presenti in seno all'ebraismo (quello sefardita-spagnolo e quello askenazita-tedesco), ma sono di rito romano che è probabilmente il rito ebraico più antico da cui poi è derivato quello askenazita; già nel Talmud si trovano accenni a usi tipici dei "bene romi" (figli di Roma).
Un momento importante nella storia dell'Ebraismo italiano è il Congresso ebraico di Forlì del 1418, in cui vengono avanzate richieste al nuovo Papa, Martino V, e vengono assunte decisioni relative alla vita interna delle comunità ebraiche.
Oggi, gli ebrei italiani sono circa 35000-38000 (secondo alcuni 45 000) su una popolazione di 60,8 milioni di abitanti; la metà circa vive a Roma con un numero che va dai 13 500 ai 14 000, circa 7 000 risiedono a Milano, mentre gli altri sono sparsi in Comunità medie o piccole in tutta la penisola. La sinagoga più grande d'Italia, nonché una delle più grandi d'Europa si trova a Trieste. Casale Monferrato ospita una sinagoga ebraica come diverse ne ospita Venezia, situate nei caratteristici ghetti ebraici: una sinagoga, con annesso museo, si trova anche a Merano; di particolare interesse e architettura è la Sinagoga di Venezia, con pregiate Tavole della Legge in legno dorato risalenti al secolo XVIII secolo, numerosi Rimmonim (terminali per rotoli della Legge) e, in aramaico biblico, ʿAtarot, (in ebraico sing. "Keter"), corone per i rotoli della Legge: tutti sbalzati, cesellati o in filigrana d'argento.
In lingua italiana è presente un newsgroup di cultura ebraica moderato da Joram Marino (it.cultura.ebraica).

## Critiche alla religione ebraica
Tali critiche sono dirette verso gli haredim anche detti ultra-ortodossi, accusati di avere comportamenti eccessivamente rigidi o fondamentalisti.

### Riferimenti
1. ↑   Matteo Finco, La questione ecologica nella società-mondo. Sviluppo e sostenibilità: una semantica attuale?, in Desenvolvimento Socioeconômico em Debate, vol. 5, n. 1, 29 maggio 2019,  p. 62, DOI:10.18616/rdsd.v5i1.5052, ISSN 2446-5496 (WC · ACNP). URL consultato il 15 giugno 2023.
2. 1 2 3 4 5  Yehezkal Kauffman, The Religion of Israel.
3. ↑  Robert Alter, The Art of Biblical Poetry.
4. ↑  E. A. Speiser, Genesis (The Anchor Bible).
5. ↑  Martin Noth, The History of Israel.
6. ↑  Ephraim Urbach, The sages, their concepts and beliefs, Magnes Press, Università Ebraica di Gerusalemme, 1979.
7. 1 2 3 4 5  John Bright, A History of Israel, SCM Press, 1960-66, passim.
8. ↑  Shaye Cohen, The beginnings of Jewishness, University of California Press, 1999.
9. ↑  John Day, Yahweh and the Gods and Goddesses of Canaan, Bloomsbury Academic, 2002, p. 68.
10. ↑  Nissim Amzallag, Copper Metallurgy: A Hidden Fundament of the Theology of Ancient Israel?, Scandinavian Journal of the Old Testament, Vol. 27 (2013), No. 2, 151– 169,.
11. ↑  Paula McNutt, The Forging of Israel. Iron Technology, Symbolism and Tradition in Ancient Society, (Sheffield: Almond Press, 1990), p. 265.
12. ↑  Norman Solomon, The Talmud, Penguin Books, 2009, Introduzione, pp.XV-XLV.
13. ↑   Gavin Langmuir, History, religion, and antisemitism, University of California Press, 1993, ISBN 0-520-07728-8.
14. ↑  Joshua Freeman, Laying down the (Oral) law, in "The Jerusalem Post"
15. 1 2 3  Martin Gilbert, Atlante di storia ebraica (trad. ital. di Vanna Lucattini Vogelmann), Giuntina, 2006, ss.vv.
16. 1 2   "The Maggid of Mezritch" Chapter 7 - Opposition Intensifies, su nishmas.org. URL consultato il 6 marzo 2014.
17. ↑   History of Judaism until 164 BCE, su bbc.co.uk, BBC.
18. ↑   Religion & Ethics - Judaism, su bbc.co.uk, BBC. URL consultato il 3 marzo 2014.
19. ↑  "Religion: Three Religions, One God", PBS
20. ↑  Settings of silver: an introduction to Judaism p. 59 di Stephen M. Wylen, Paulist Press, 2000
21. ↑   Heribert Busse, Islam, Judaism, and Christianity: Theological and Historical Affiliations, Markus Wiener Publishers, 1998,  pp. 63–112, ISBN 978-1-55876-144-5.
22. ↑   Irving M. Zeitlin, The Historical Muhammad, Polity, 2007,  pp. 92–93, ISBN 978-0-7456-3999-4.
23. ↑  Jewish Contributions to Civilization: An Estimate Archiviato il 6 luglio 2012 in Internet Archive. (libro).
24. ↑   What is the oral Torah?, su torah.org. URL consultato il 3 marzo 2014.
25. ↑   Karaite Jewish University, su kjuonline.com. URL consultato il 3 marzo 2014 (archiviato dall'url originale il 25 agosto 2010).
26. ↑   Society for Humanistic Judaism, su shj.org. URL consultato il 3 marzo 2014.
27. ↑  Nahum Sarna 1969 Understanding Genesis. New York: Schocken.
28. ↑   Jacob Neusner, ''Defining Judaism'', in Jacob Neusner and Alan Avery-Peck, "The Blackwell companion to Judaism" (Blackwell, 2003), p.3, Books.google.com.au, 23 febbraio 2003, ISBN 978-1-57718-059-3. URL consultato il 3 marzo 2014.
29. ↑   Genesi 17:3-8, su laparola.net.: Subito Abram si prostrò con il viso a terra e Dio parlò con lui: «Eccomi: la mia alleanza è con te e sarai padre di una moltitudine di popoli. Non ti chiamerai più Abram ma ti chiamerai Abraham perché padre di una moltitudine di popoli ti renderò. E ti renderò molto, molto fecondo; ti farò diventare nazioni e da te nasceranno dei re. Stabilirò la mia alleanza con te e con la tua discendenza dopo di te di generazione in generazione, come alleanza perenne, per essere il Dio tuo e della tua discendenza dopo di te. Darò a te e alla tua discendenza dopo di te il paese dove sei straniero, tutto il paese di Canaan in possesso perenne; sarò il vostro Dio»;  Genesi 22:17-18, su laparola.net.: «Io ti benedirò con ogni benedizione e renderò molto numerosa la tua discendenza, come le stelle del cielo e come la sabbia che è sul lido del mare; la tua discendenza si impadronirà delle città dei nemici. Saranno benedette per la tua discendenza tutte le nazioni della terra, perché tu hai obbedito alla mia voce.»
30. ↑   Esodo 20:3, su laparola.net. "Non avrai altri dei di fronte a me";  Deuteronomio 6:5, su laparola.net. "Tu amerai il Signore tuo Dio con tutto il cuore, con tutta l'anima e con tutte le forze."
31. ↑   Levitico 19:18, su laparola.net. "Non ti vendicherai e non serberai rancore contro i figli del tuo popolo, ma amerai il tuo prossimo come te stesso. Io sono il Signore."
32. ↑  Kadushin, Max, 1972 The Rabbinic Mind. New York: Bloch Publishing Company, p. 194.
33. ↑  Kadushin, Max, 1972 The Rabbinic Mind. New York: Bloch Publishing Company. 203
34. ↑   The Jewish roots of Christological monotheism: papers from the St. Andrews conference on the historical origins of the worship of Jesus, Books.google.com, 1999, ISBN 978-90-04-11361-9. URL consultato il 3 marzo 2014.
35. ↑  Steinberg, Milton 1947 Basic Judaism New York: Harcourt Brace Jovanovich. 36
36. ↑   Judaism 101: Movements of Judaism, su jewfaq.org. URL consultato il 3 marzo 2014.
37. ↑  Rabbi S. of Montpelier, Yad Rama, Y. Alfacher, Rosh Amanah.
38. 1 2 3   Daniel Septimus, The Thirteen Principles of Faith, su myjewishlearning.com. URL consultato il 3 marzo 2014 (archiviato dall'url originale il 3 aprile 2015).
39. ↑  Menachem Kellner, Dogma in Medieval Jewish Thought.
40. ↑   The Thirteen Principles of the Jewish Faith, su hebrew4christians.net, Hebrew4Christians. URL consultato il 3 marzo 2014.
41. 1 2   Judaism 101: Rabbis, Priests and Other Religious Functionaries, su jewfaq.org. URL consultato il 3 marzo 2014.
42. ↑   Judaism 101: What Do Jews Believe?, su jewfaq.org. URL consultato il 3 marzo 2014.
43. ↑   Description of Judaism, Ontario Consultants on Religious Tolerance, su religioustolerance.org. URL consultato il 3 marzo 2014.
44. ↑   Judaism 101: The Patriarchs and the Origins of Judaism, su jewfaq.org. URL consultato il 3 marzo 2014.
45. ↑   Jewish Sacred Texts, su religionfacts.com, ReligionFacts. URL consultato il 3 marzo 2014.
46. ↑  Trattato Sanhedrin 10:1: traduzione disponibile in (EN)  a Testi sacri.
47. 1 2 3  Victor J. Seidler, Jewish Philosophy and Western Culture: A Modern Introduction, I. B. Tauris, 2007, e passim.
48. ↑  Daniel S. Breslauer, S. Daniel, Contemporary Jewish Ethics: A Bibliographical Survey, Westport: Greenwood Press, 1985, nei capitoli relativi.
49. ↑  (EN) Ebraismo, in Jewish Encyclopedia, New York, Funk & Wagnalls, 1901-1906. - s.v. "Compassion".
50. ↑   Genesi 49:9, su La Parola - La Sacra Bibbia in italiano in Internet.
51. ↑   Zaccaria 6:11, su laparola.net.;  Daniele 11:21, su laparola.net.
52. ↑   Isaia 1:22, su laparola.net.;  Geremia 6:30, su laparola.net.
53. ↑   Levitico 26:19, su laparola.net.;  Geremia 15:12, su laparola.net.;  Giobbe 11:18, su laparola.net.
54. ↑   Isaia 9:17, su laparola.net.
55. ↑  Jonathan D. Sarna, American Judaism: A History, 2004, pp. XIX-XX.
56. ↑  Lawrence Fine, Judaism in Practice: From the Middle Ages Through the Early Modern Period, Princeton University Press, 2001, pp. 117–119.
57. ↑   Dt 6.4, su La Parola - La Sacra Bibbia in italiano in Internet.
58. ↑  Commentario a  Esodo3, 11-15, su laparola.net. in laparola.net.
59. 1 2 3  Joseph Telushkin, Jewish Wisdom: The Essential Teachings and How They Have Shaped the Jewish Religion, Its People, Culture and History, HarperCollins, 2001, ss.vv. ISBN 978-0688129583
60. ↑   Judaism 101: A Glossary of Basic Jewish Terms and Concepts, Union of Orthodox Jewish Congregations in America, 12 aprile 2006 (archiviato dall'url originale il 7 ottobre 2009).
61. ↑  Gershom Scholem, Le grandi correnti della mistica ebraica, Einaudi, Milano, 1965.
62. ↑  The Prayer book: Weekday, Sabbath, and Festival tradotto e preparato da Ben Zion Bokser. New York: Hebrew Publishing Company, pp. 9-10.
63. ↑  Max Kadushin, The Rabbinic Mind, New York: Bloch Publishing, 1972, p. 213.
64. ↑  Jacob Neusner, Invitation to the Talmud, Stipf & Son, Oregon, 2003, pp. XVII-XXII.
65. ↑  David Stern, "Midrash and Indeterminacy" in Critical Inquiry, Vol. 15, Nr. 1 (Autunno, 1988), p. 151.
66. ↑   Geremia 23:29, su La Parola - La Sacra Bibbia in italiano in Internet.
67. ↑  Jacob Neusner, 2003 Invitation to the Talmud Stipf and Son, Oregon, 2003, pp. XVII-VIX; Adin Steinsaltz, The Essential Talmud New York: Basic Books, 1976, pp. 3-9; Herman Strack, Introduction to the Midrash and Talmud New York: Atheneum, 1980, p. 95; David Stern, "Midrash and Indeterminacy" in Critical Inquiry, Vol. 15, Nr. 1 (Autunno, 1988), pp. 132-161
68. ↑  David Stern, "Midrash and Indeterminacy" in Critical Inquiry, Vol. 15, Nr. 1 (Autunno, 1988), p. 147.
69. ↑  Abner Cohen, Everyman's Talmud, New York: E.P. Dutton & Co., 1949, p. XXIV; Hermann Strack, Introduction to the Midrash and Talmud, New York: Atheneum, 1980, p. 95.
70. ↑  Abner Cohen, Everyman's Talmud New York: E.P. Dutton & Co., 1949, p. xxiv; Adin Steinsaltz, The Essential Talmud New Yorki: Basic Books, 1976, p. 222; Herman Strack, Introduction to the Midrash and Talmud New York: Atheneum, 1980, p. 95.
71. ↑  Herman Strack, Introduction to the Midrash and Talmud New York: Atheneum, 1980, p. 95.
72. ↑  סדור רינת ישראל לבני חוײל, Gerusalemme, 1974, pp. 38-39.
73. ↑  Rabbino capo Sir Jonathan Sacks, The Koren Sacks Siddur: Hebrew/English Prayer Book: The Authorized Daily Prayer Book of the United Hebrew Congregations of the Commonwealth Londra: Harper Collins Publishers, 2006, pp. 54-55.
74. ↑  Nosson Scherman, The Complete Artscroll Siddur, 3ª ed., Brooklyn, N.Y.: Mesorah Publications, 2003, pp. 49-53.
75. ↑  Rabbi Schneur Zalman di Liadi, Nissen Mangel, 2003 Siddur Tehillat Hashem Kehot Publication Society, 2003, pp. 24-25.
76. ↑  Si vedano Mosè Maimonide, "Gli Otto Capitoli, La dottrina etica" cap. VII; e Moshe Chaim Luzzatto, "L'articolo sui princìpi" cap. VII.
77. ↑  Voce "Prophets and Prophecy" su Jewish Encyclopedia.
78. ↑  N.T. Wright, "The New Testament and the People of God", Fortress Press, 1992. (Christian perspective on Judaism).
79. 1 2 3  Per questa sezione specifica, con la descrizione dei codici specifici, si veda il sito Jewish Law (Legge Ebraica) Archiviato il 24 febbraio 2014 in Internet Archive., alle voci relative e nei testi citati.
80. 1 2  Jewish Virtual Library, s.v. "Halakha/Aggadata/Midrash" Archiviato il 12 gennaio 2017 in Internet Archive..
81. 1 2  Paolo De Benedetti, "Il Giudaismo Talmudico", in Ebrei e cristiani: duemila anni di storia, Ancora, Milano, 2009.
82. 1 2  Paolo Sacchi, "Il giudaismo del Secondo Tempio", in Ebraismo, Laterza, Roma-Bari, 2007. ISBN 978-88-420-8366-5.
83. ↑   Methods and Categories: Judaism and Gospel, su bibleinterp.arizona.edu, Bibleinterp.com. URL consultato il 26 aprile 2024.
84. ↑   pp.39 Oskar Skarsaune, In the Shadow of the Temple: Jewish Influences on Early Christianity, InterVarsity Press, 2002, ISBN 978-0-8308-2670-4. URL consultato il 4 marzo 2014.
85. ↑   Yiddish, in Merriam-Webster's Collegiate Dictionary, 11th, Springfield, Massachusetts, Merriam-Webster, 2004,  p. 1453, ISBN 0-87779-809-5.
86. ↑  Society for Humanistic Judaism, sito ufficiale (EN)
87. ↑   Rebecca Weiner, Who is a Jew?, su jewishvirtuallibrary.org, Jewish Virtual Library, 2007. URL consultato il 4 marzo 2014.
88. ↑   ''Reform's Position On...What is unacceptable practice?'', su faqs.org, 29 giugno 2010. URL consultato il 4 marzo 2014.
89. ↑  Susannah Heschel, Abraham Geiger and the Jewish Jesus, Chicago: University of Chicago Press, 1998, p. 157. ISBN 0-226-32959-3
90. ↑   Law of Return 5710-1950, su mfa.gov.il, Israel Ministry of Foreign Affairs, 2007. URL consultato il 4 marzo 2014.
91. ↑   Jacob, Walter (1987). Contemporary American Reform Responsa. Mars, PA: Publishers Choice Book Mfg., Books.google.com, 1987, ISBN 0-88123-003-0. URL consultato il 4 marzo 2014. pp. 100-106.
92. ↑  Joseph Telushkin, The Book of Jewish Values, Bell Tower, 2000.
93. 1 2   Yisrael Rice, Judaism and the Art of Eating, su chabad.org, Chabad, 10 giugno 2007. URL consultato il 5 marzo 2014.
94. ↑  Shulchan Aruch, Yoreh De'ah, (87:3)
95. ↑   Judaism 101: Kashrut, su jewfaq.org. URL consultato il 5 marzo 2014.
96. ↑   Deuteronomio 6:4, su La Parola - La Sacra Bibbia in italiano in Internet.
97. 1 2 3  Sìyakh Yitzkhàk, Libro di preghiere, in (HE)  con traduzione & commenti, Mamash, Milano, 2005.
98. ↑  Nathan Ausubel, "Tefillin", in The Book of Jewish Knowledge, Crown Publishers, 1964, p.458.
99. ↑  "Ask the rabbi #207" URL consultato 11/04/2012
100. ↑   Isaia 1:18, su La Parola - La Sacra Bibbia in italiano in Internet.
101. ↑   Simcha Bart, Why is a kittel worn on Yom Kippur, su askmoses.com. URL consultato il 5 marzo 2014 (archiviato dall'url originale il 7 giugno 2011).
102. 1 2  Vayyiqra (Levitico) 15.
103. ↑  Bamidbar (Numeri) 19.
104. ↑   Avi Kehat, Torah tidbits, su ou.org. URL consultato il 5 marzo 2014 (archiviato dall'url originale il 17 marzo 2007).
105. 1 2   Judaism 101: Kosher Sex, su jewfaq.org. URL consultato il 5 marzo 2014.
106. ↑   Karaites, su encyclopedia.com. URL consultato il 5 marzo 2014.
107. ↑   Rahel Wasserfall, Women and water: menstruation in Jewish life and law, Brandeis University Press, 1999, ISBN 0-87451-960-8.
108. 1 2  Maurice Lamm, The Jewish Way in Death and Dying, Jonathan David Publishers, 2000.
109. 1 2   Shabbat, Judaism 101, 12 aprile 2006.
110. 1 2  Per questa sezione si veda in particolare Cristiano Grottanelli, "La religione di Israele prima dell'Esilio", in Ebraismo, ed. Laterza, Roma-Bari, 2007, pp. 26-27. ISBN 978-88-420-8366-5.
111. 1 2 3 4  Per questa sezione e sottosezioni, si consulti "Festivals" Archiviato il 24 dicembre 2008 in Internet Archive., su Encyclopaedia Judaica.
112. ↑   Ester 9:22, su La Parola - La Sacra Bibbia in italiano in Internet.
113. 1 2  "Kosher certification" Archiviato il 6 giugno 2011 in Internet Archive. su Oukosher (EN)
114. ↑  Corano Sūra 19:51: "Ricorda Mosè nel Libro. In verità era un eletto, un messaggero, un profeta."
115. ↑  Annabel Keeler, "Moses from a Muslim Perspective", su: Solomon, Norman; Harries, Richard; Winter, Tim (curatori), Abraham's children: Jews, Christians, and Muslims in conversation, T&T Clark Publ. (2005), pp. 55-66.
116. ↑  «Yahūd», The Encyclopedia of Islam.
117. ↑  Dennis Prager & Joseph Telushkin, Why the Jews?: The Reason for Antisemitism, New York: Simon & Schuster, 1983, pp. 110-126.
118. ↑  Sito ufficiale multilingue, quello italiano a  Archiviato il 7 marzo 2014 in Internet Archive..
119. ↑  Stanley S. Seidner, "HaShem: Uses through the Ages", saggio inedito, Rabbinical Society Seminar, Los Angeles, 1987.
120. ↑   Jewish Denominations, su religionfacts.com, ReligionFacts. URL consultato il 3 marzo 2014.
121. ↑   Reform Judaism, su religionfacts.com, ReligionFacts. URL consultato il 3 marzo 2014 (archiviato dall'url originale il 3 aprile 2015).
122. ↑   What is Reform Judaism?, su reformjudaism.org. URL consultato il 3 marzo 2014 (archiviato dall'url originale il 10 settembre 2012).
123. ↑   Encyclopædia Britannica, Britannica Online Encyclopedia: Bet Din, su britannica.com. URL consultato il 3 marzo 2014.
124. ↑  Si veda per es. Deborah Dash Moore, American Jewish Identity Politics, University of Michigan Press, 2008, p. 303; Ewa Morawska, Insecure Prosperity: Small-Town Jews in Industrial America, 1890-1940, Princeton University Press, 1999. p. 217; Peter Y. Medding, Values, interests and identity: Jews and politics in a changing world, Volume 11 in Studies in contemporary Jewry, Oxford University Press, 1995, p. 64; Ezra Mendelsohn, People of the city: Jews and the urban challenge, Volume 15 di Studies in contemporary Jewry, Oxford University Press, 1999, p. 55; Louis Sandy Maisel, Ira N. Forman, Donald Altschiller, Charles Walker Bassett, Jews in American politics: essays, Rowman & Littlefield, 2004, p. 158; Seymour Martin Lipset, American Exceptionalism: A Double-Edged Sword, W. W. Norton & Company, 1997, p. 169.
125. ↑   Jewish Population, su jewfaq.org. URL consultato il 3 marzo 2014.
126. ↑  "World Jewish Population, 2010" Archiviato il 9 febbraio 2012 in Internet Archive. di Sergio Della Pergola, Università Ebraica di Gerusalemme.
127. ↑  Religion, Religions, Religious, saggio di Jonathan Z. Smith, pubblicato su Mark C. Taylor, cap. XV in Critical Terms for Religious Studies. University of Chicago Press, 1998. ISBN 978-0-226-79156-2
128. ↑  "Once More, Once More: Derrida, the Jew, the Arab" di Gil Anidjar
Acts of Religion Archiviato il 22 ottobre 2013 in Internet Archive.. New York & Londra, Routledge 2001 ISBN 0-415-92400-6/0-415-92401-4
129. ↑  National Jewish Population Survey e relative statistiche  Copia archiviata (PDF), su jewishfederations.org. URL consultato il 30 gennaio 2013 (archiviato dall'url originale il 14 dicembre 2010). &  Copia archiviata, su jewishfederations.org. URL consultato il 6 marzo 2014 (archiviato dall'url originale il 30 marzo 2014).
130. 1 2  "Religious service attendance at least once a month" Archiviato il 9 gennaio 2011 in Internet Archive. di Humphrey Taylor, The Harris Poll® (15/10/2003) (EN)
131. 1 2  "World Jewish Population", su Judaism Online.URL consultato 04/03/2014
132. ↑  Elliot N. Dorff, This is My Beloved, This is My Friend: A Rabbinic Letter on Intimate relations Archiviato il 6 marzo 2014 in Internet Archive., 1994, p. 27.
133. ↑  Museo Ebraico di Venezia Archiviato il 19 aprile 2014 in Internet Archive..